# Biserica de lemn din Lunca, Hunedoara

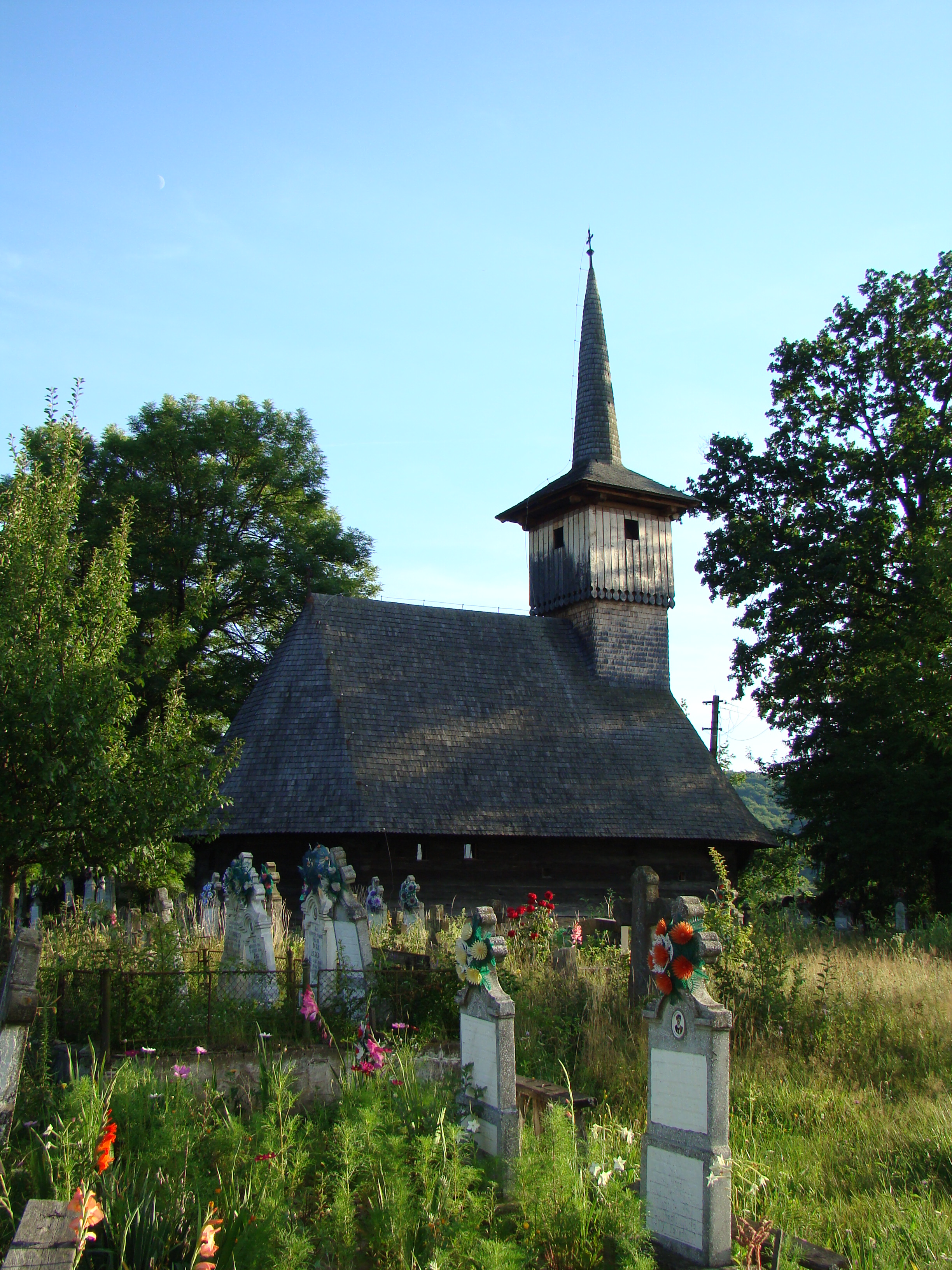
Biserica de lemn „Adormirea Maicii Domnului” din Lunca, comuna Baia de Criș, județul Hunedoara, foto: iulie 2009.

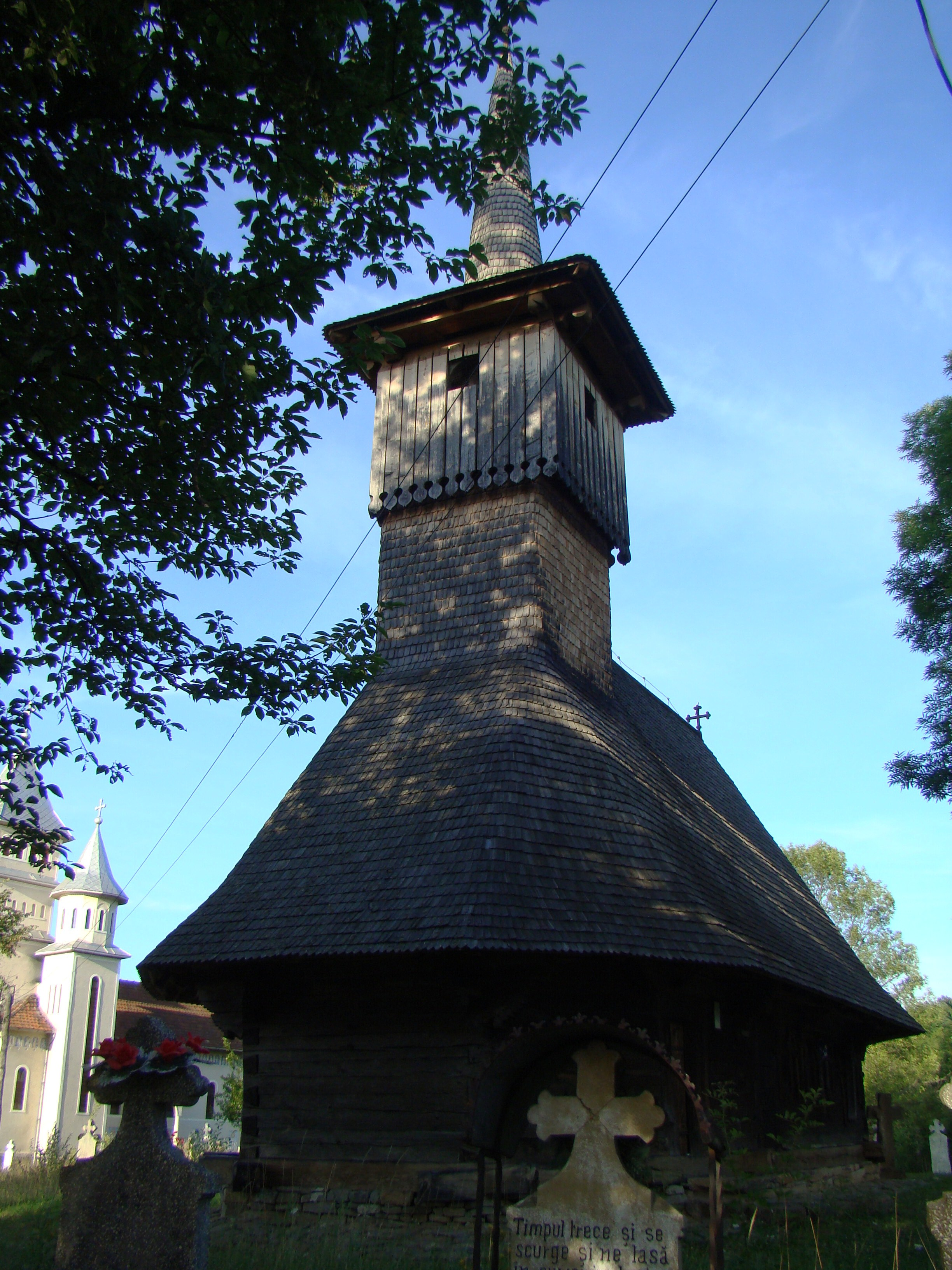

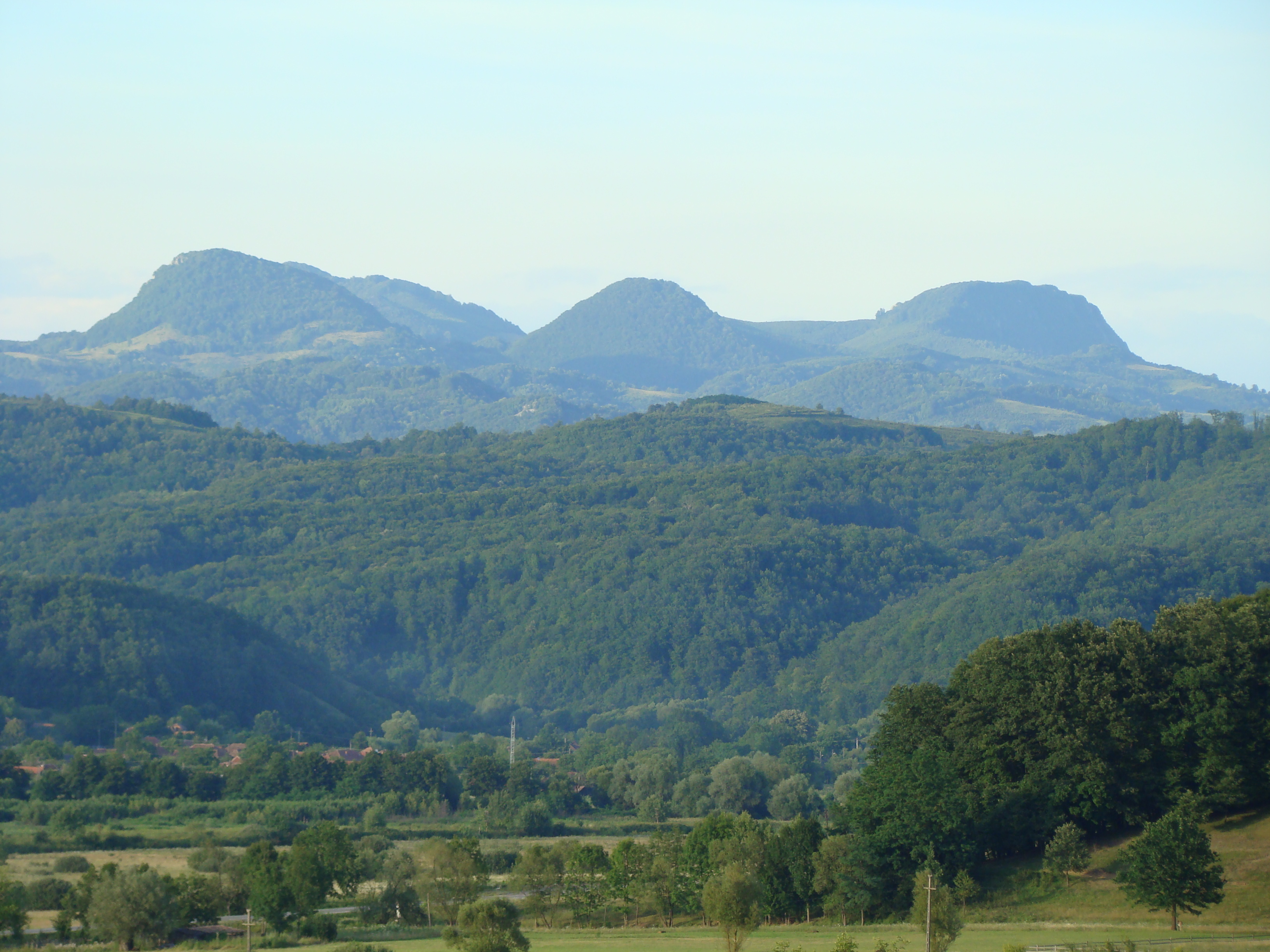

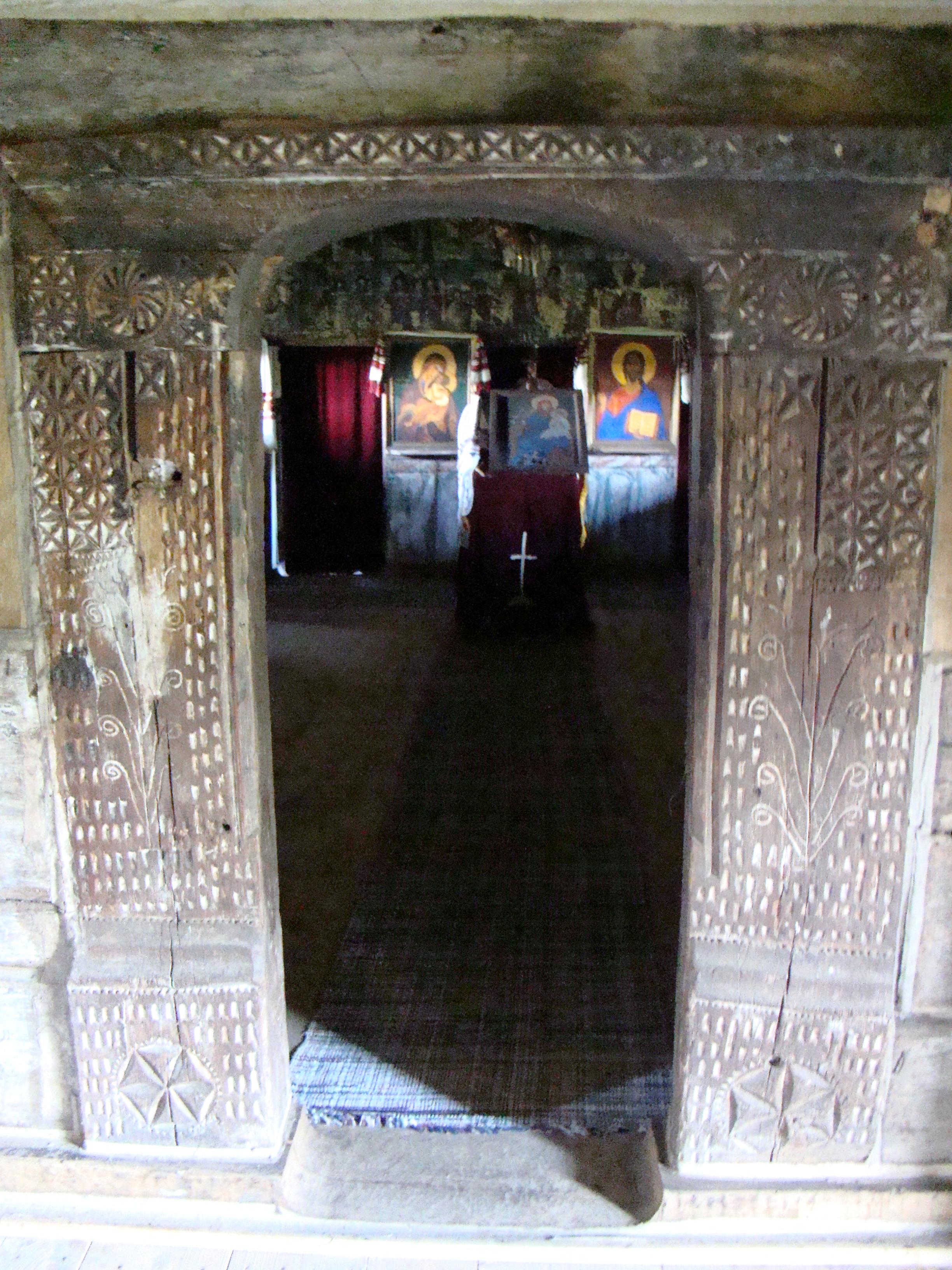

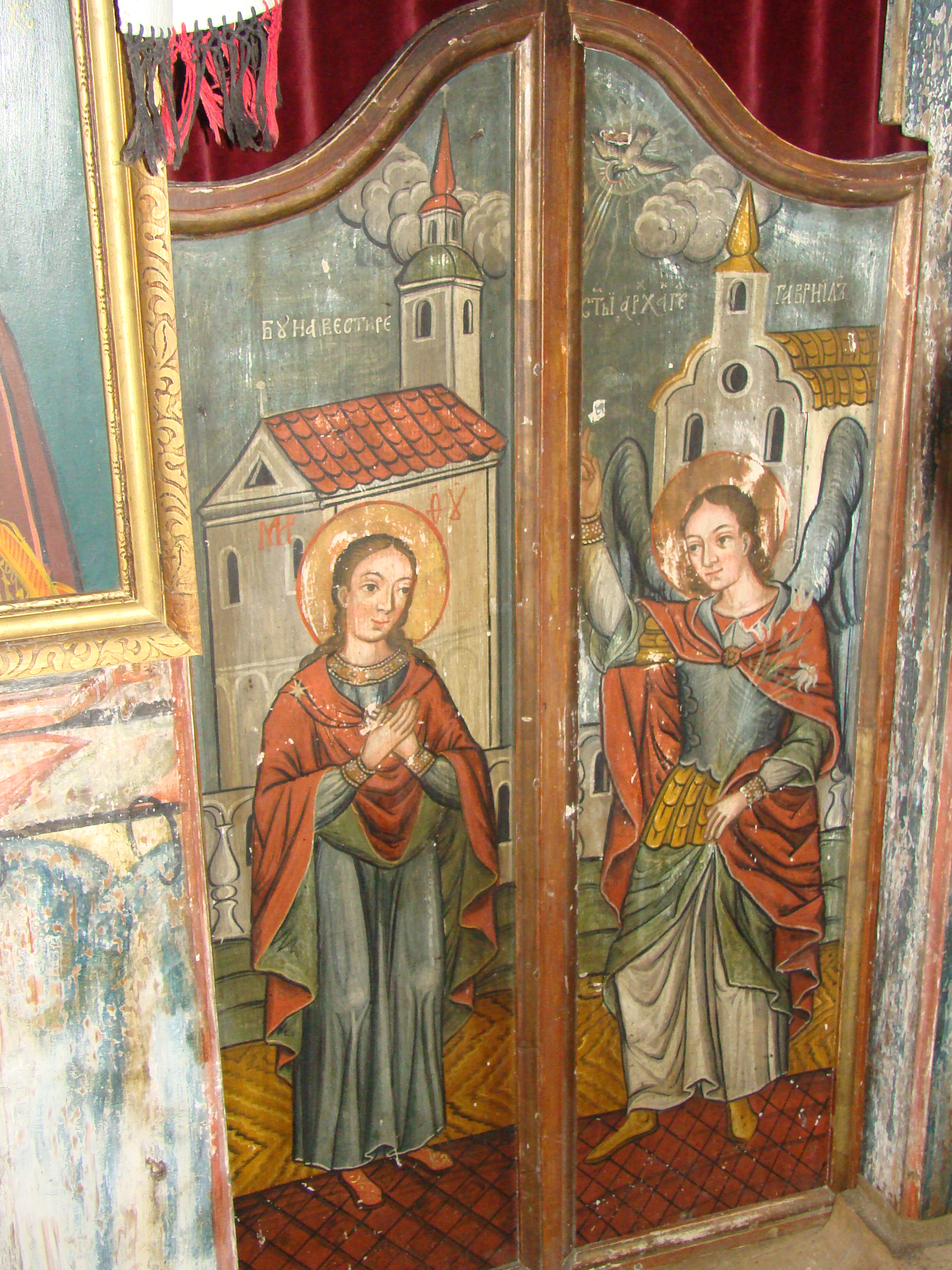

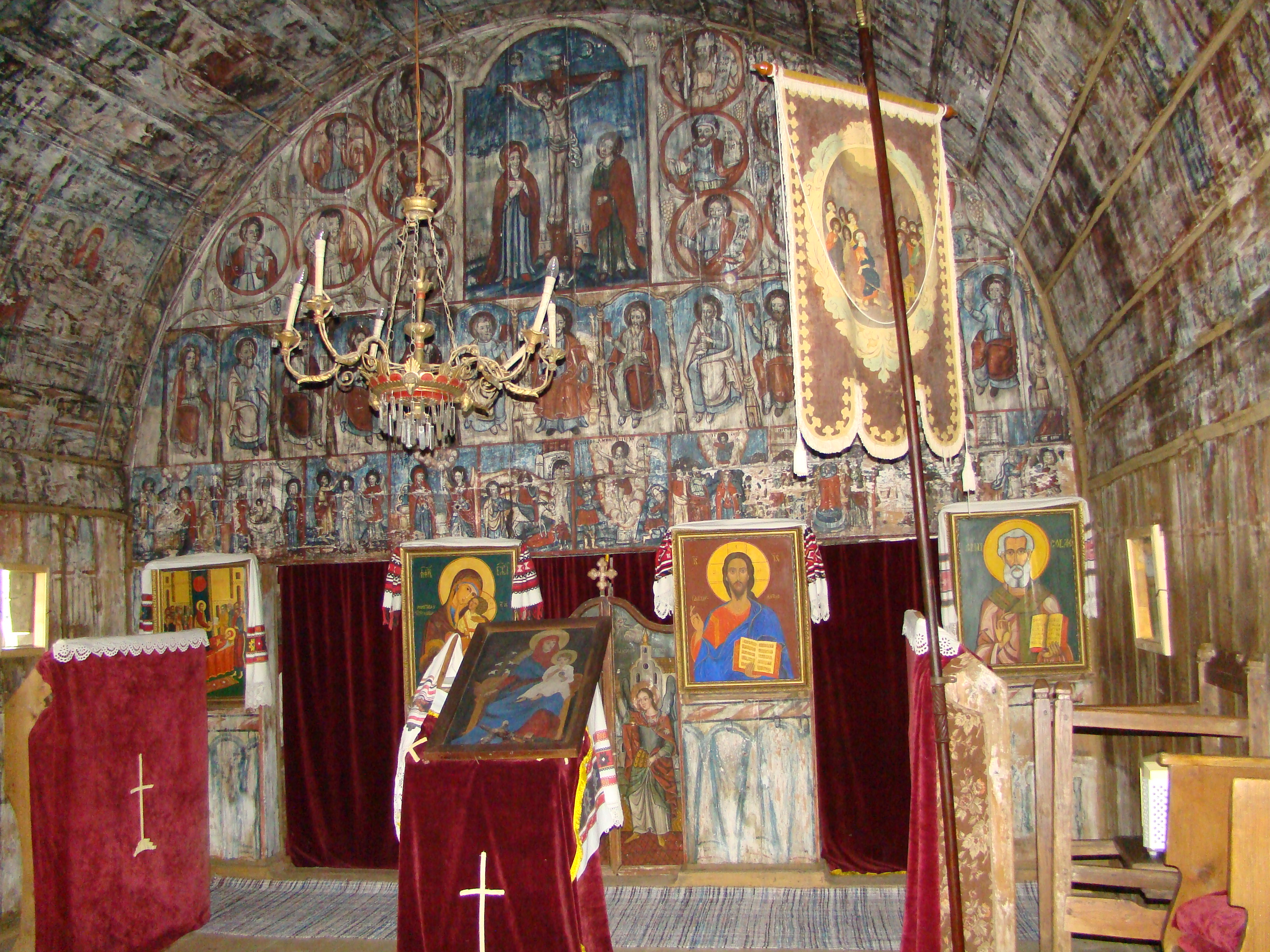

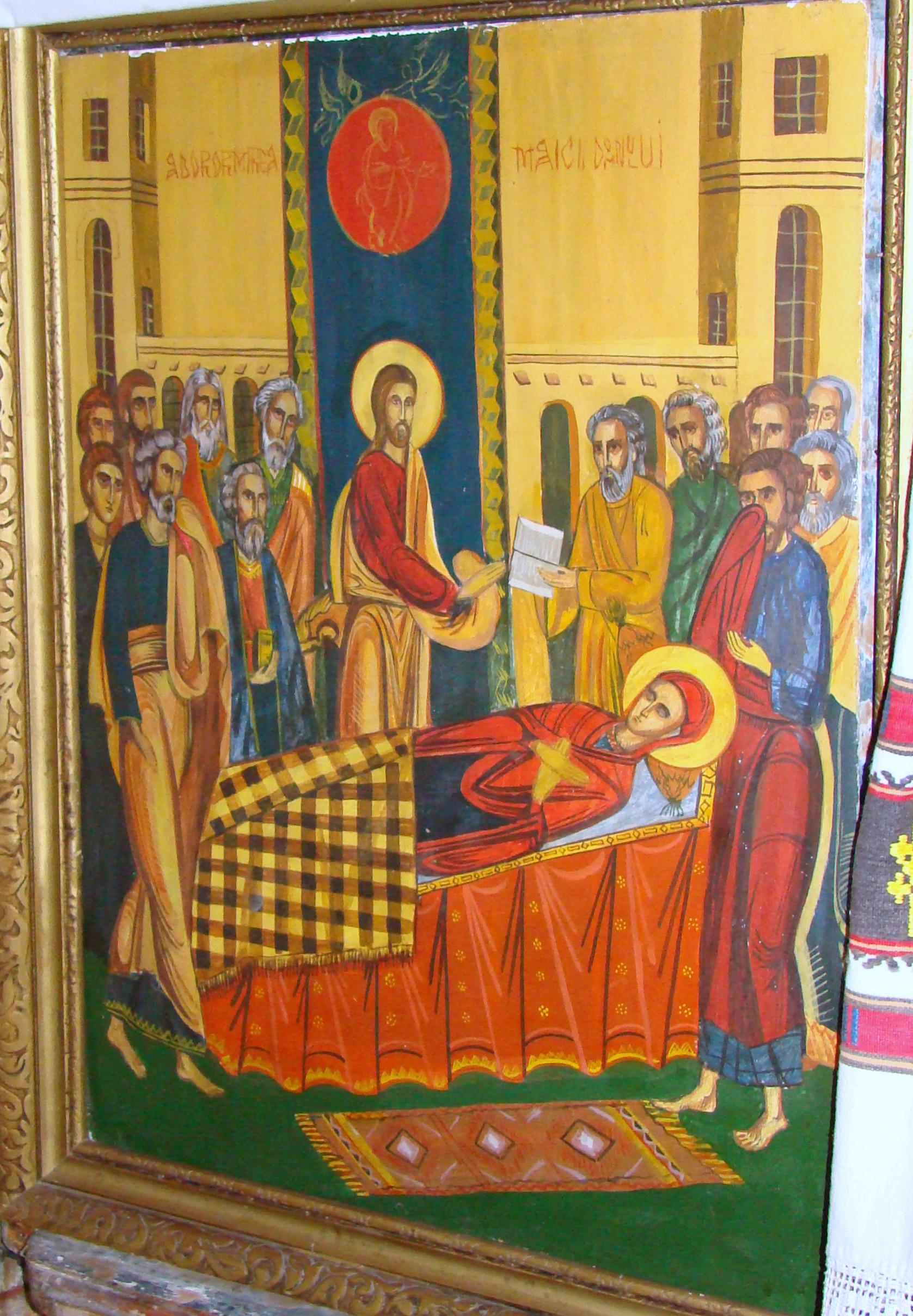

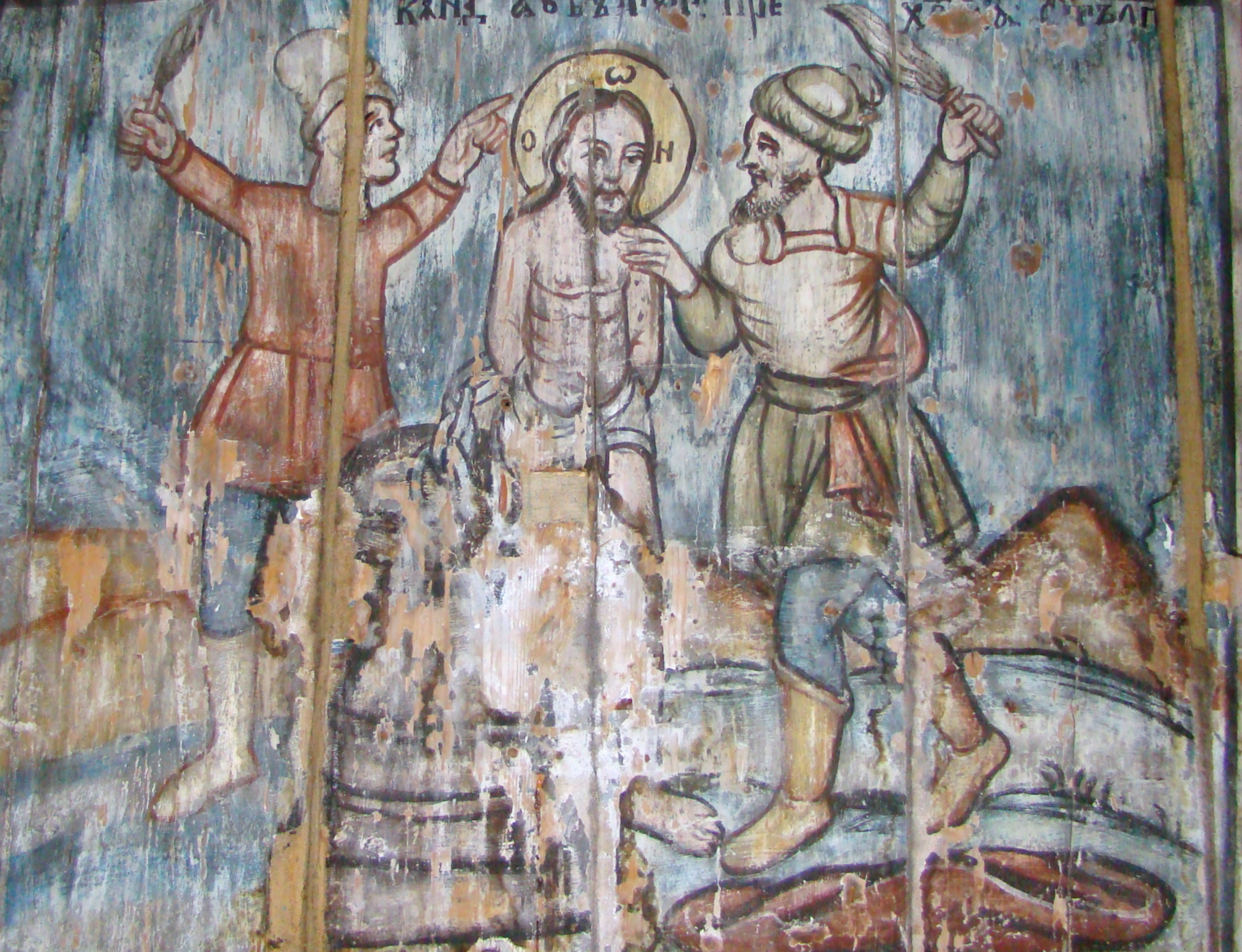

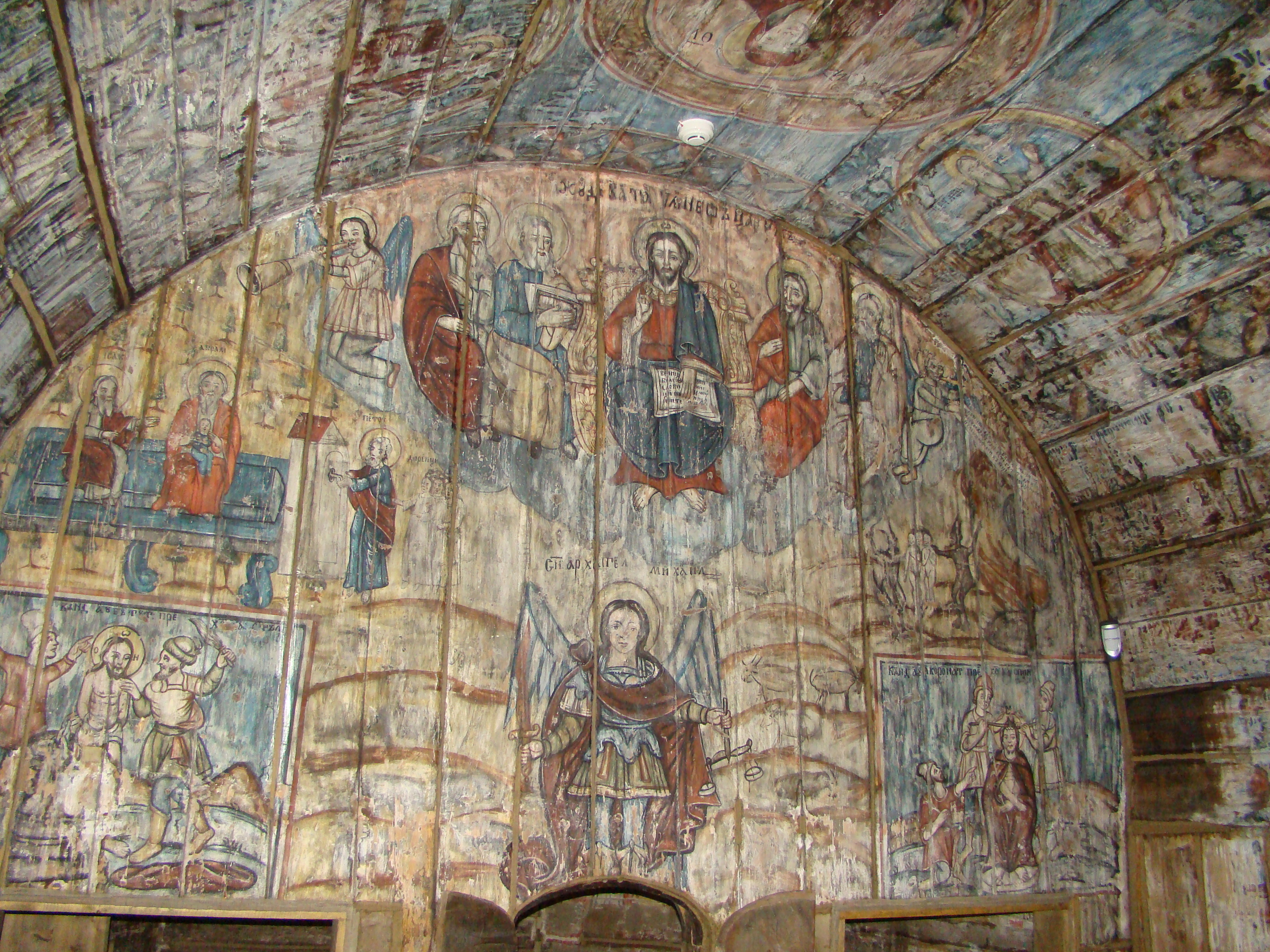

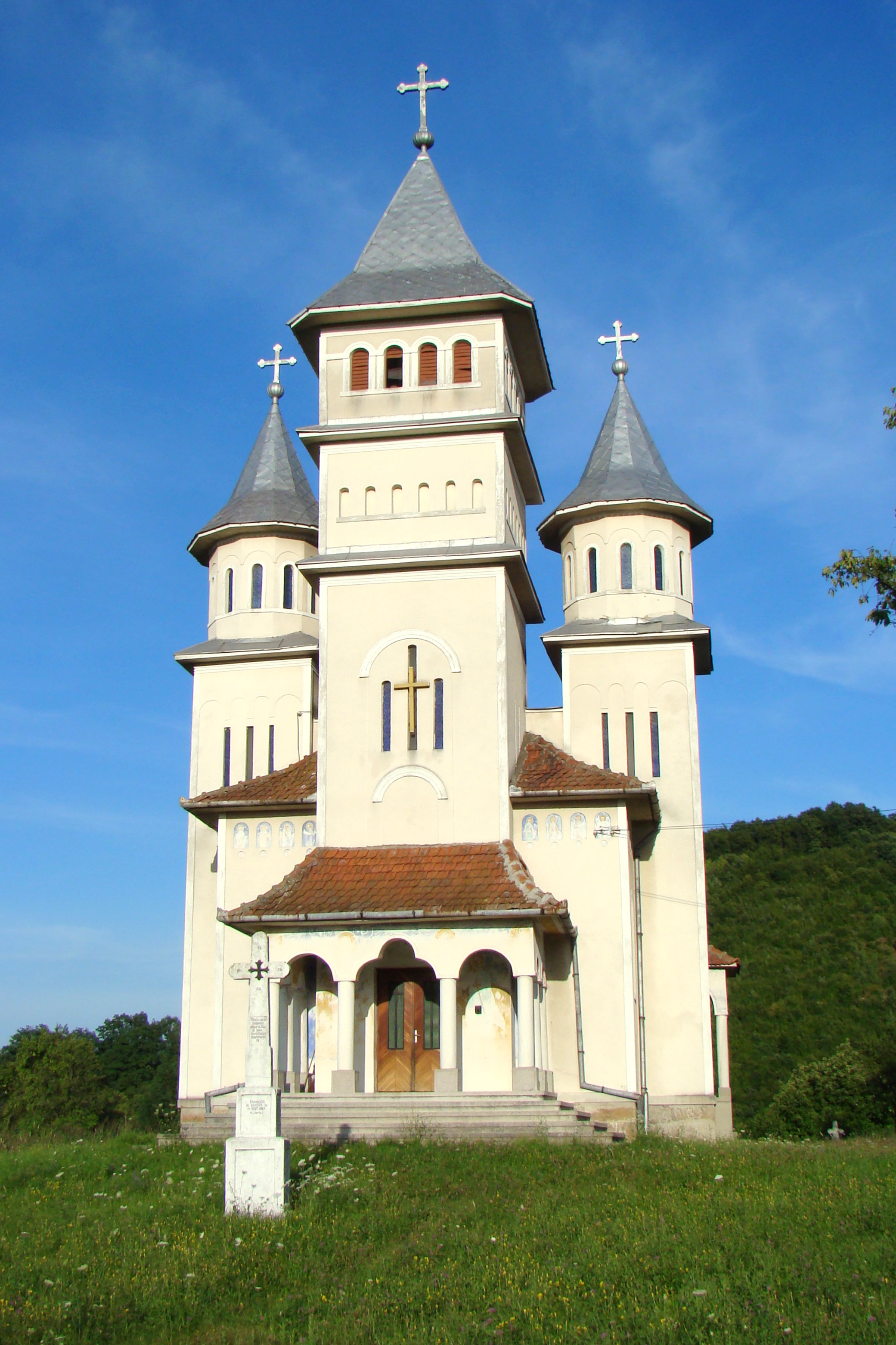
Biserica nouă, construită în 1974

Biserica de lemn din Lunca, comuna Baia de Criș , județul Hunedoara a fost ridicată în secolul XVII. Are hramul „Adormirea Maicii Domnului” și figurează pe noua listă a monumentelor istorice,  HD-II-m-A-03360.

## Istoric
Satul Lunca Moților este așezat în frumosul bazin al Zarandului, pe valea Crișului Alb, la o altitudine de 250 de metri, pe drumul ce duce de la Baia de Criș la Hălmagiu. Biserica de lemn din satul Lunca Moților a fost construită spre sfârșitul sec. al XVII-lea, pe dealul numit „Gorgon” de credincioșii ortodocși din satul Țebea și a fost sfințită de Mitropolitul Athanasie Anghel în anul 1700, primul ierarh al Bisericii Române Unite, Greco-Catolice. În anul 1820 a fost vândută credincioșilor din Lunca Moților. Materialul de construcție folosit este exclusiv lemn de stejar și brad. A fost pictată în anul 1829 de pictorul Lupșa din Roșia Montană. De-a lungul timpului s-au făcut reparații la acoperiș (1966, 1968 și 1978). Cu semnificație istorică deosebită sunt vechimea ei, cât și pictura. Pictura interioară, într-un grad avansat de deteriorare, în special pronaosul, nu permite decât identificarea câtorva scene din Vechiul și Noul Testament. Centrul naosului este marcat de trei medalioane delimitate de borduri decorative ample în care sunt înfățișați Sfântul Duh, Maica Domnului și Iisus Atotputernicul, medalioane cu sfinți apostoli și proroci după care urmează scene din ciclul christologic. Catapeteasma are ca scene centrale, în partea superioară Răstignirea lui Iisus și median pe Iisus tronând, înconjurate de medalioane și un registru prezentând pe sfinții proroci, sfinții apostoli și evangheliști; tâmpla catapetesmei se încheie cu un registru ce prezintă cele 12 mari praznice de peste an. Tâmpla de vest a naosului este o compoziție amplă având la partea superioară pe Iisus înconjurat de cei patru evangheliști, median stânga Judecata Raiului, median dreapta Judecata de Apoi, deasupra ușii Arhanghelul Mihail având în stânga și dreapta două scene din Ciclul Patimilor. Toți pereții sunt decorați la partea inferioară 1,4m înălțime de la nivelul pardoselii cu o draperie care sugerează năframa de tip popular; același registru de pe catapeteasmă a fost refăcut cu alte motive și altă cromatică fiind executat direct pe lemn. Din anul 1991 biserica se află sub ocrotirea Muzeului Țăranului Român.

## Imagini din interior

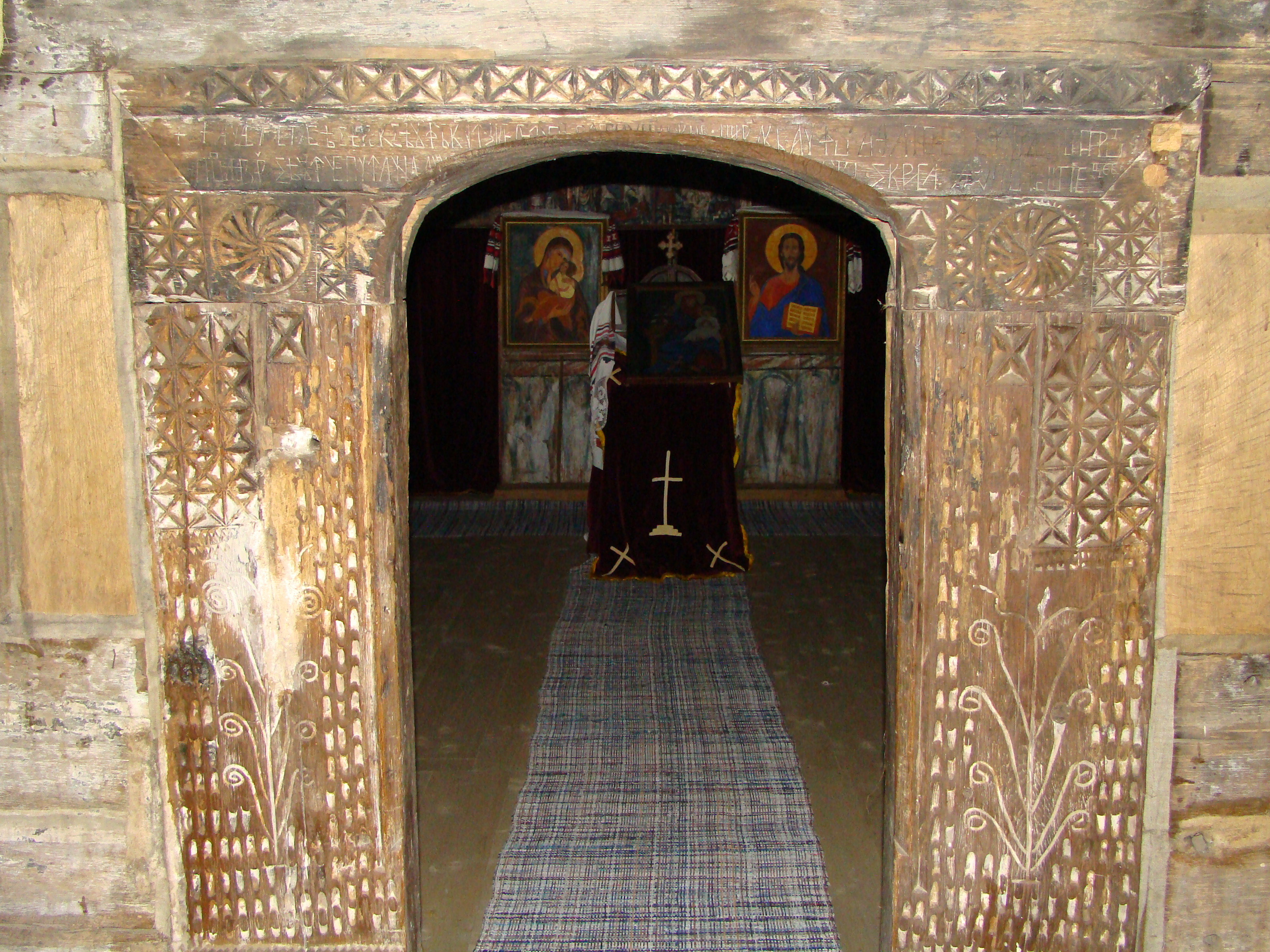
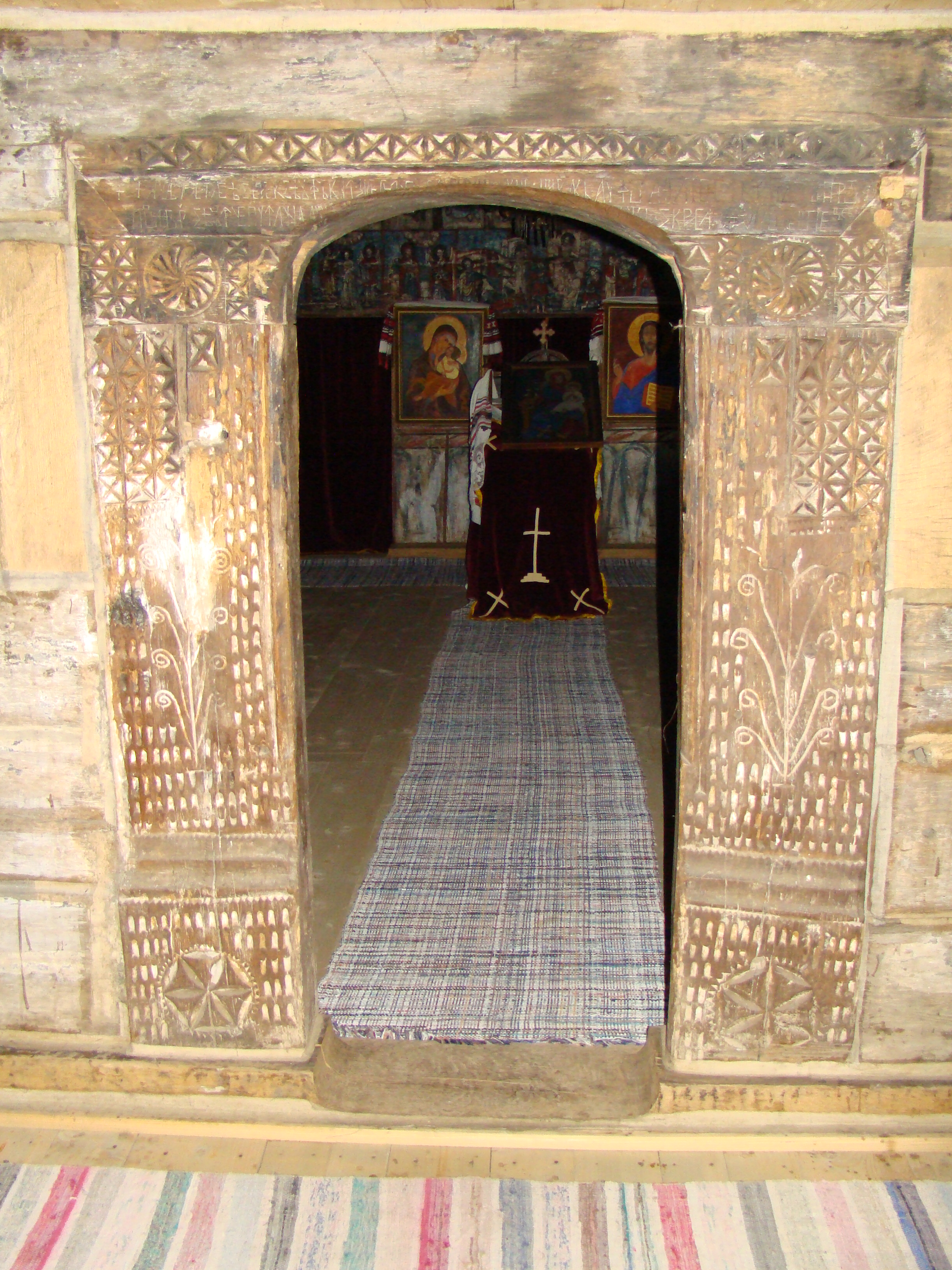
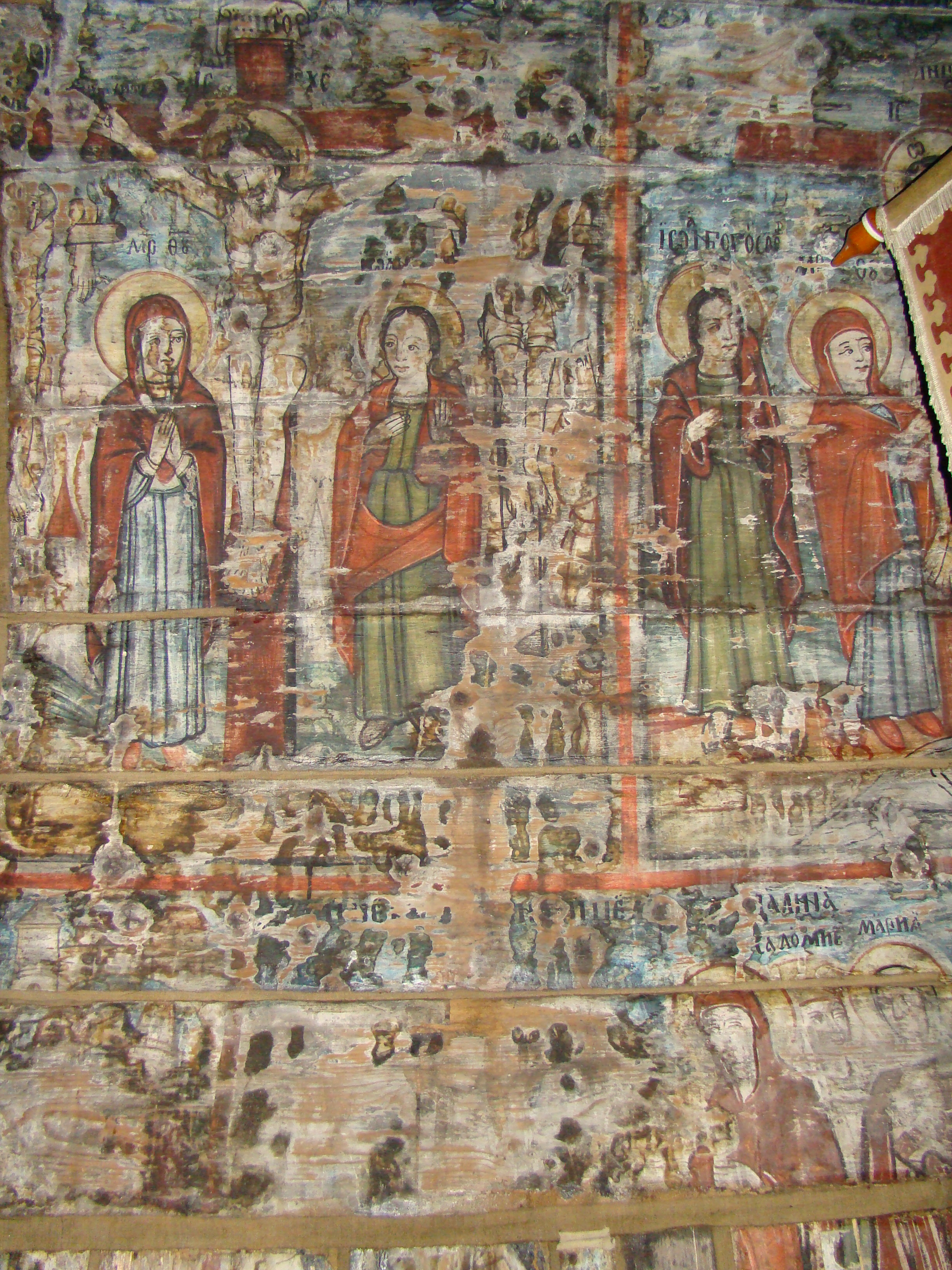
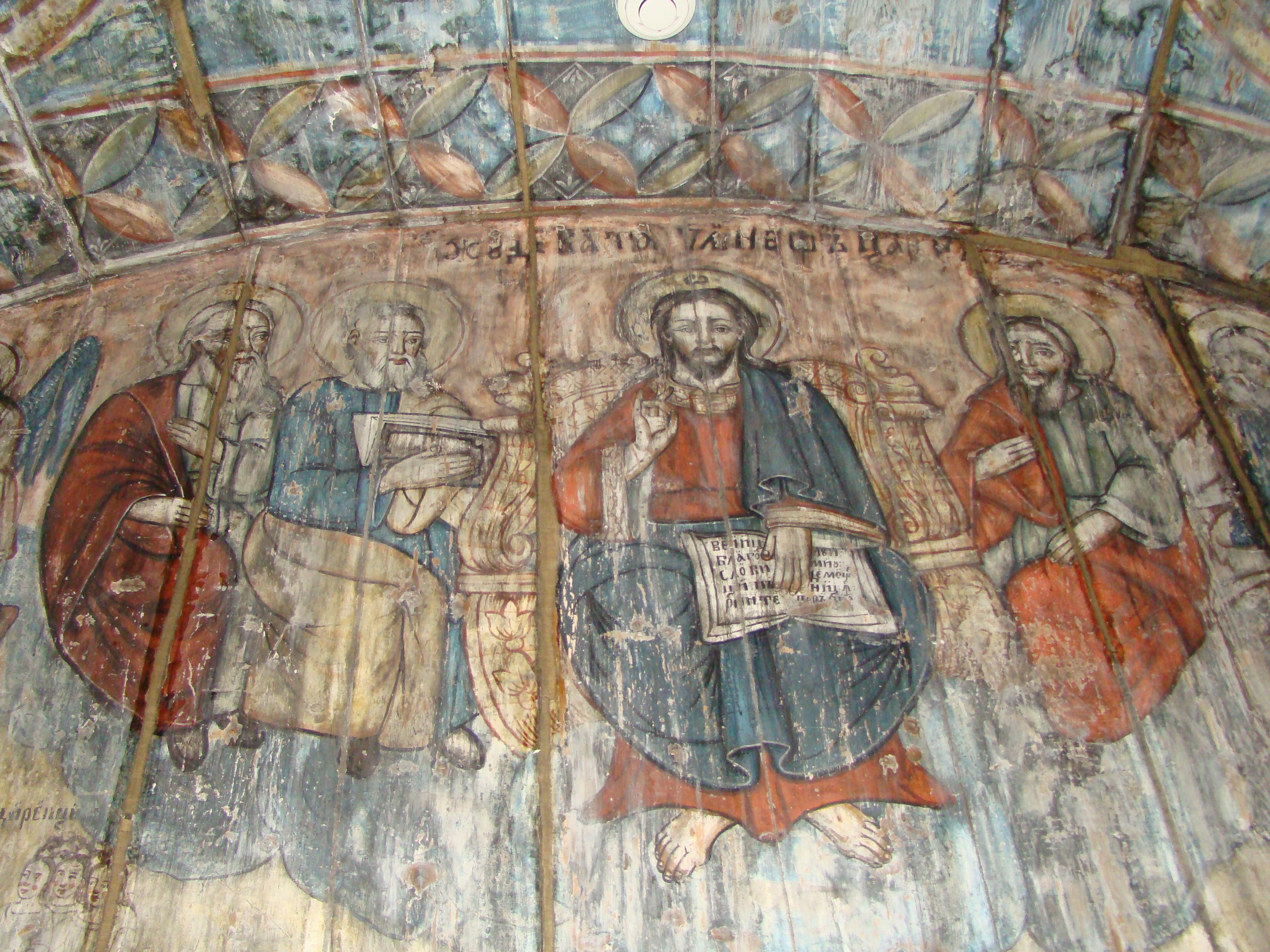
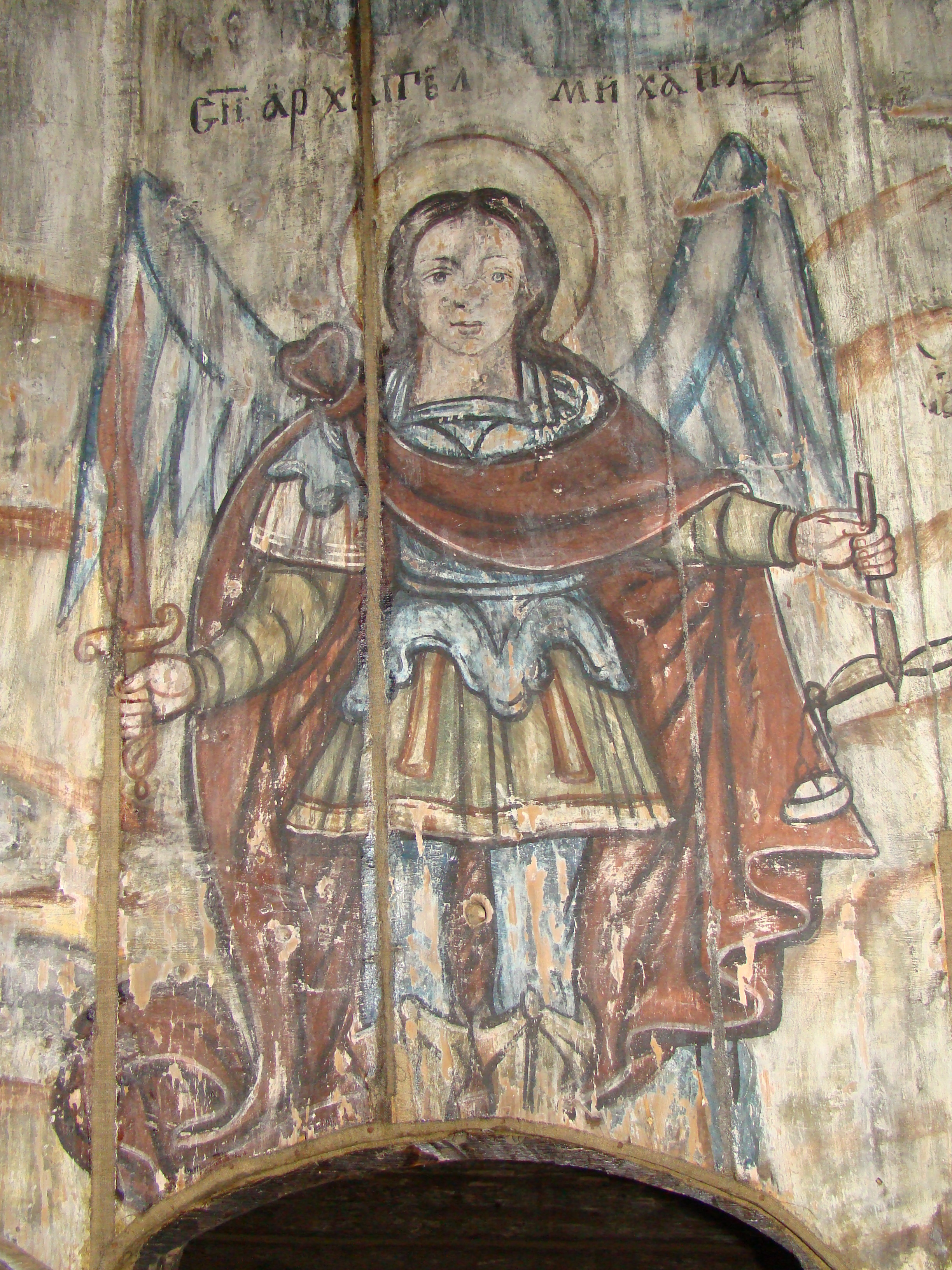
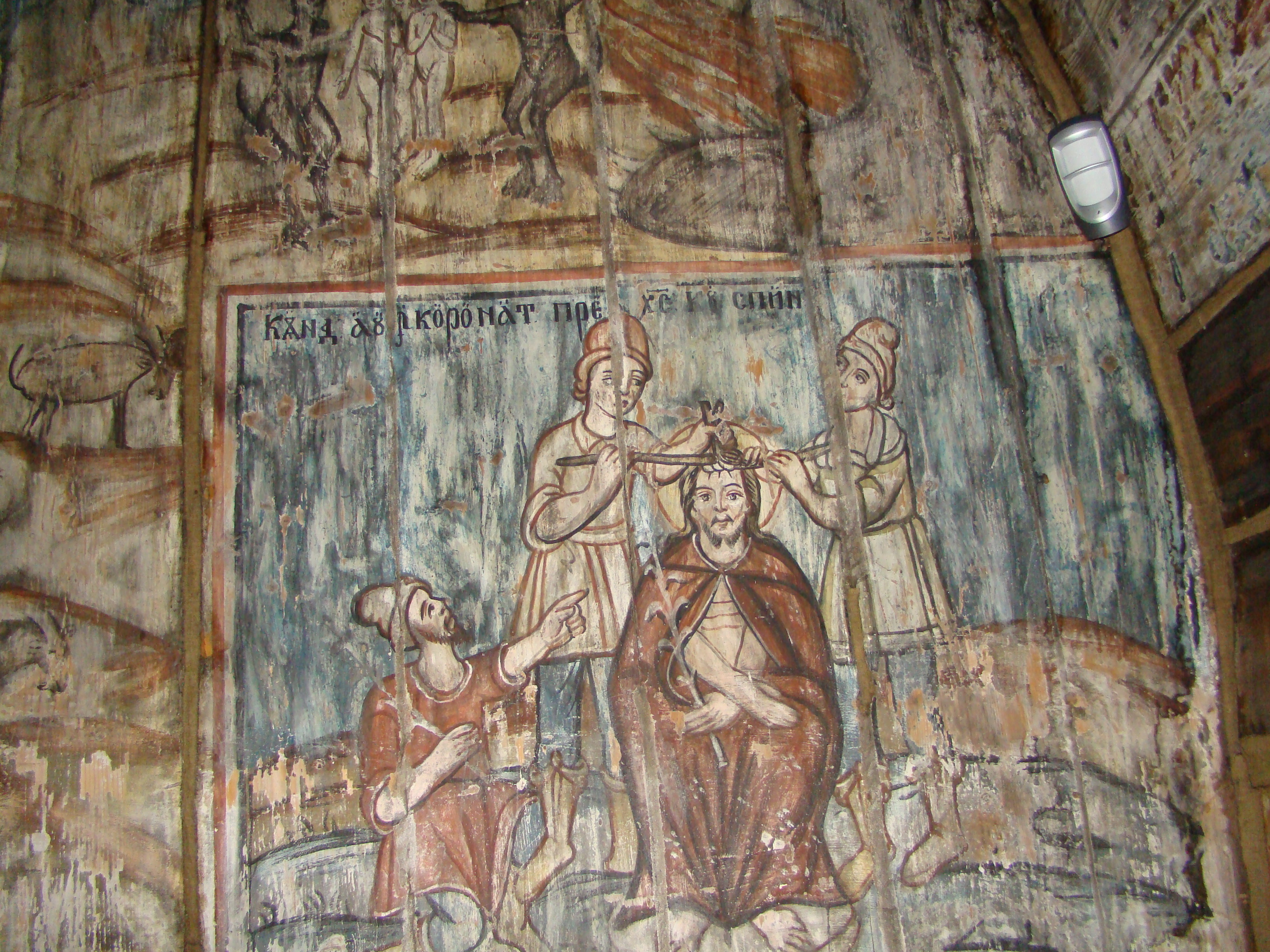
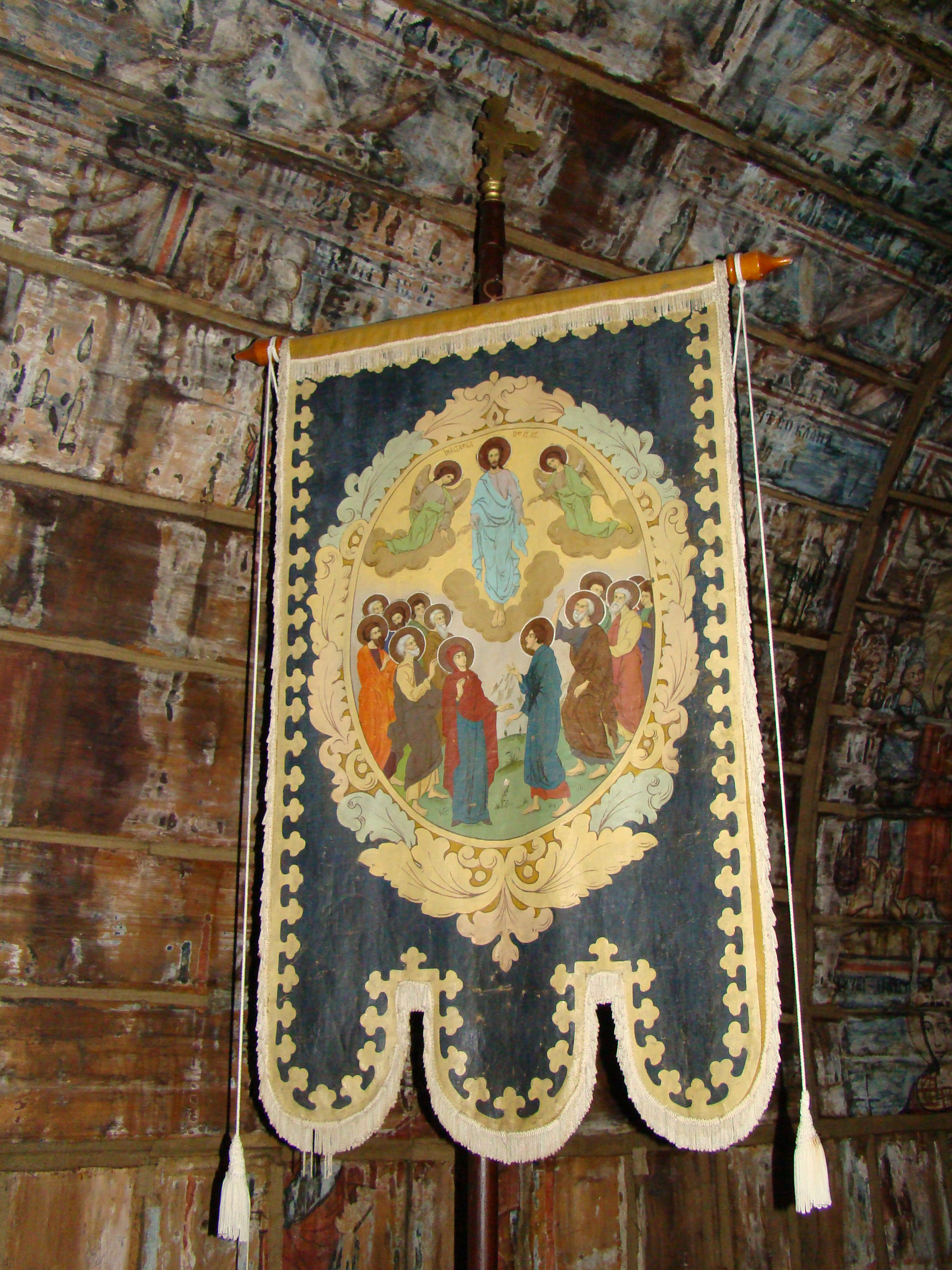
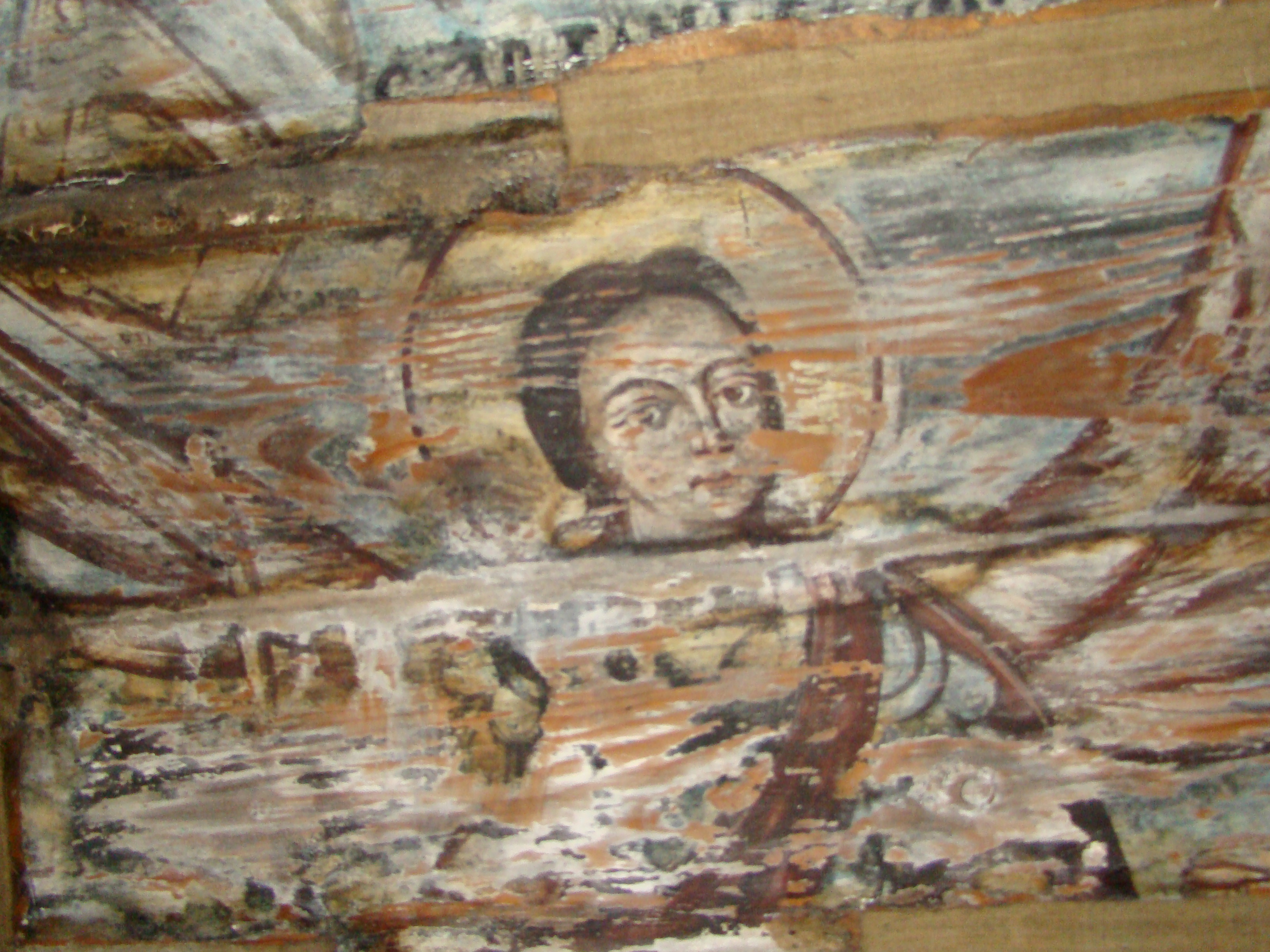
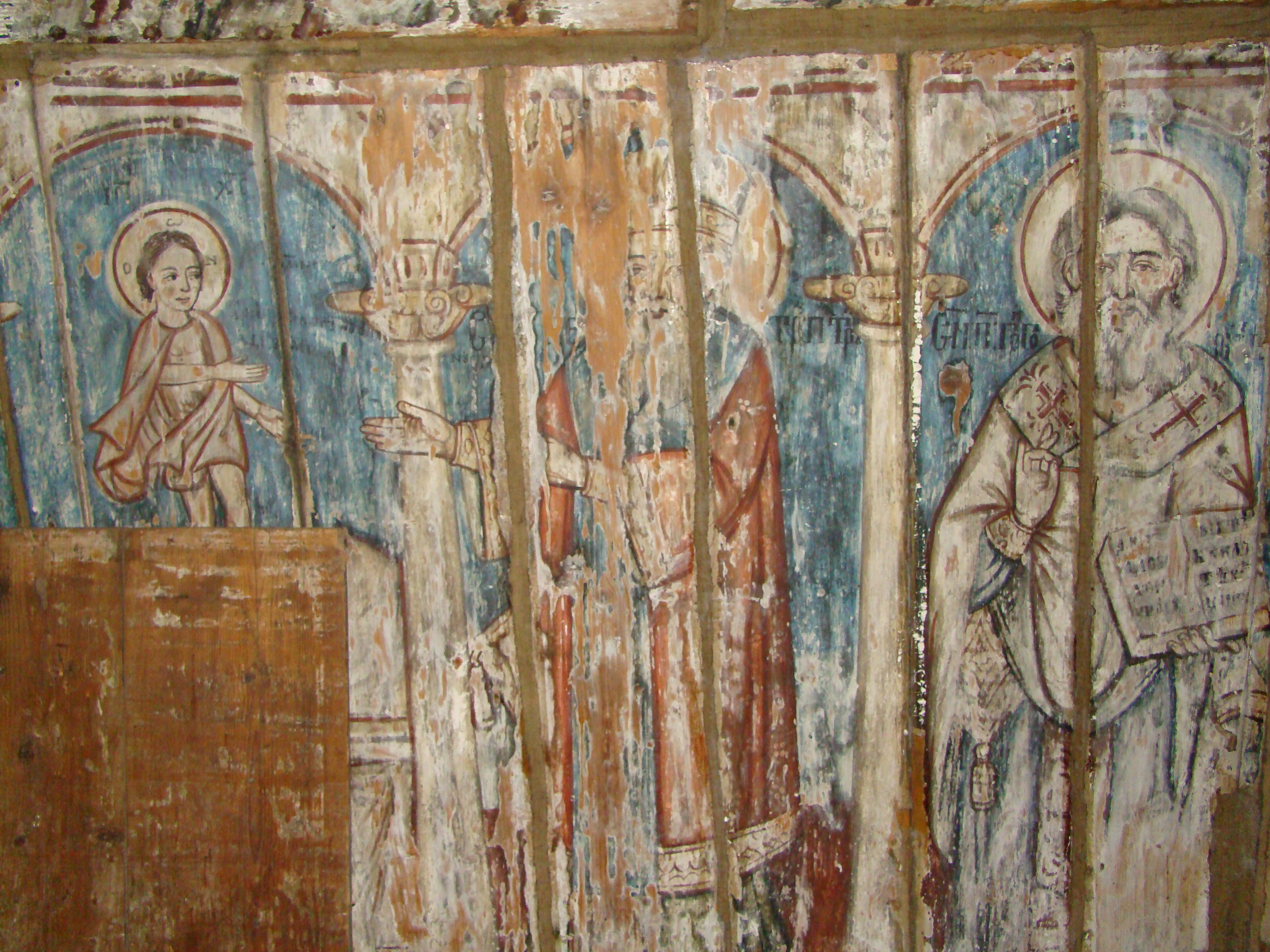
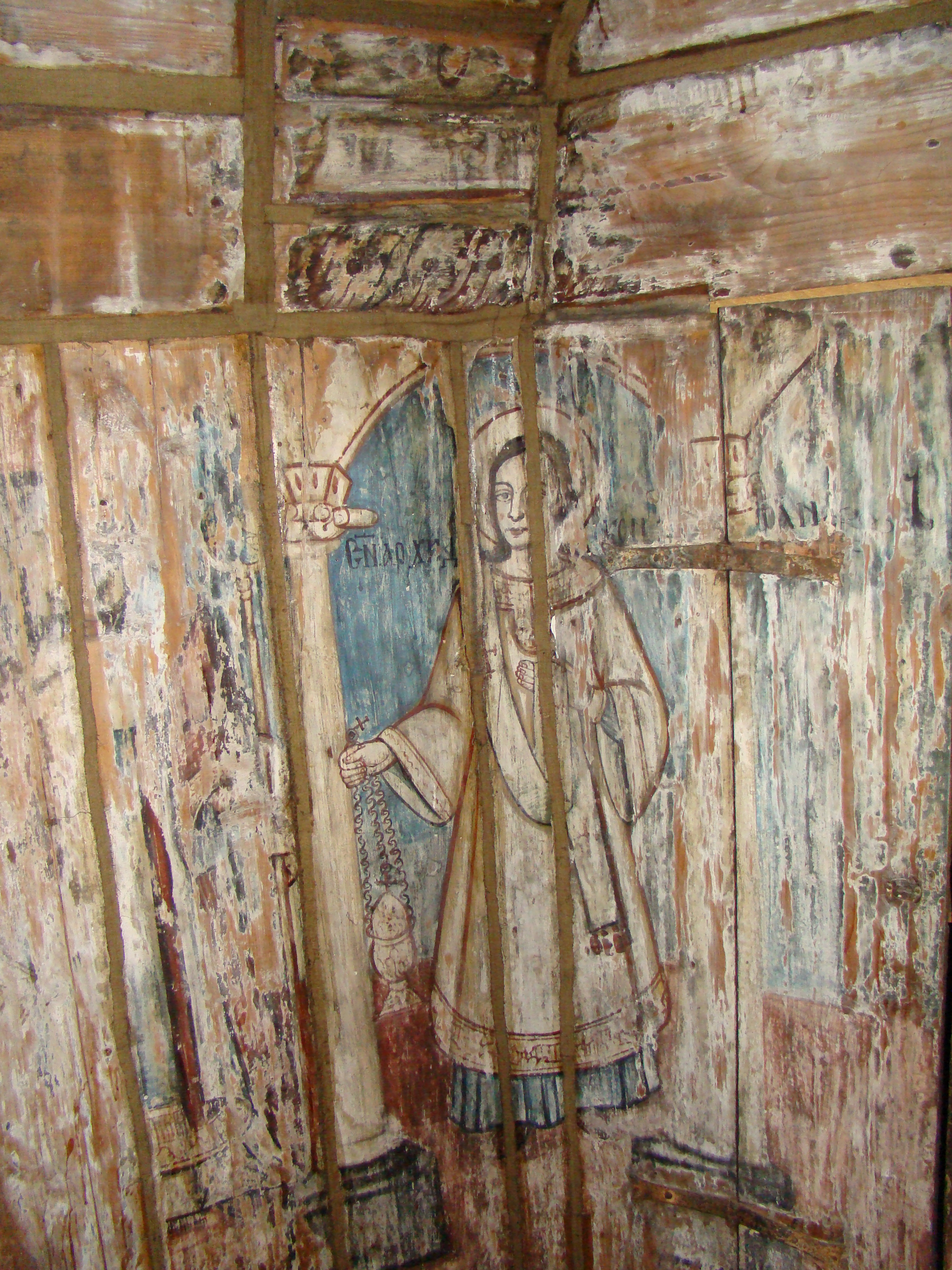
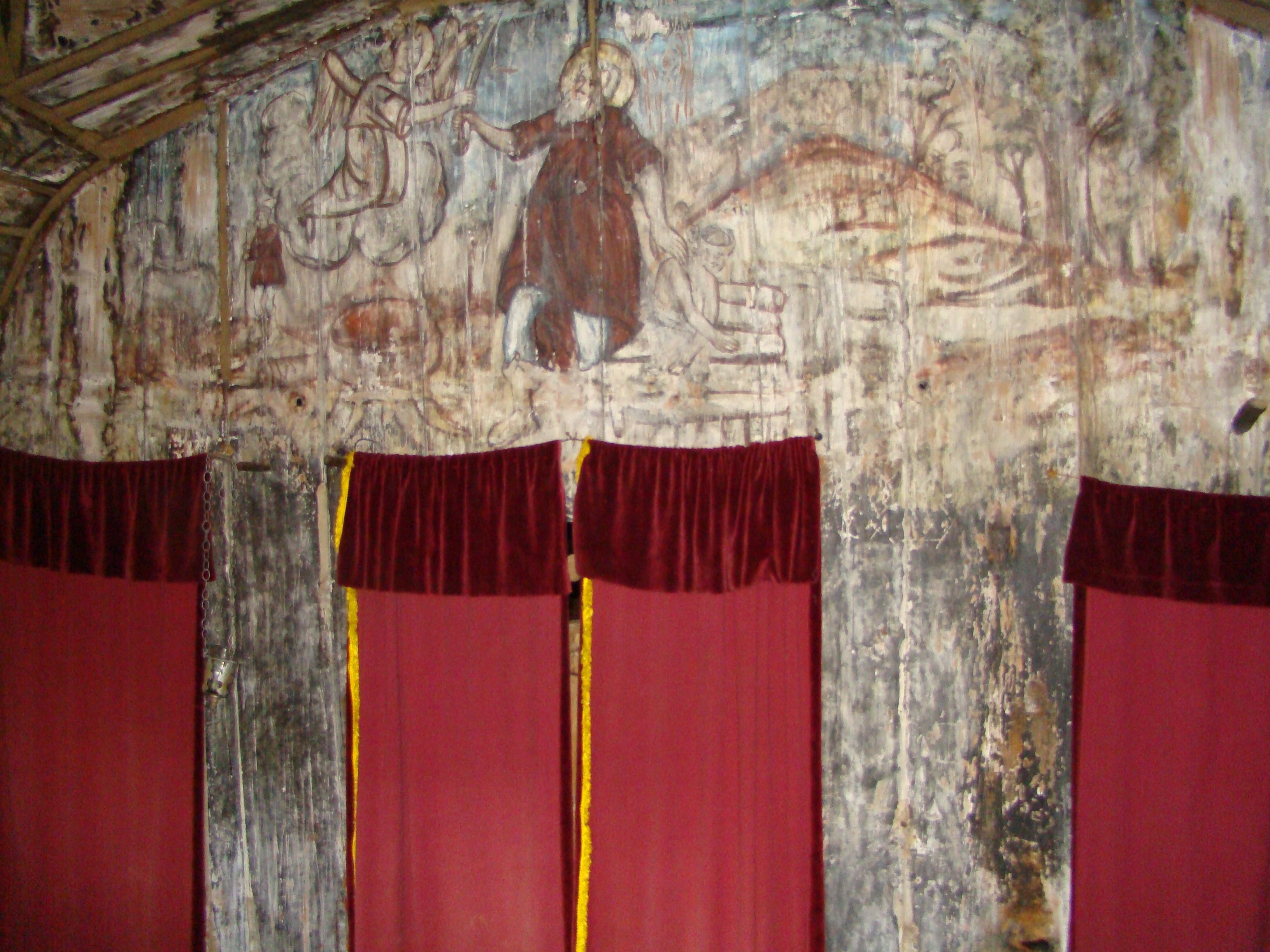
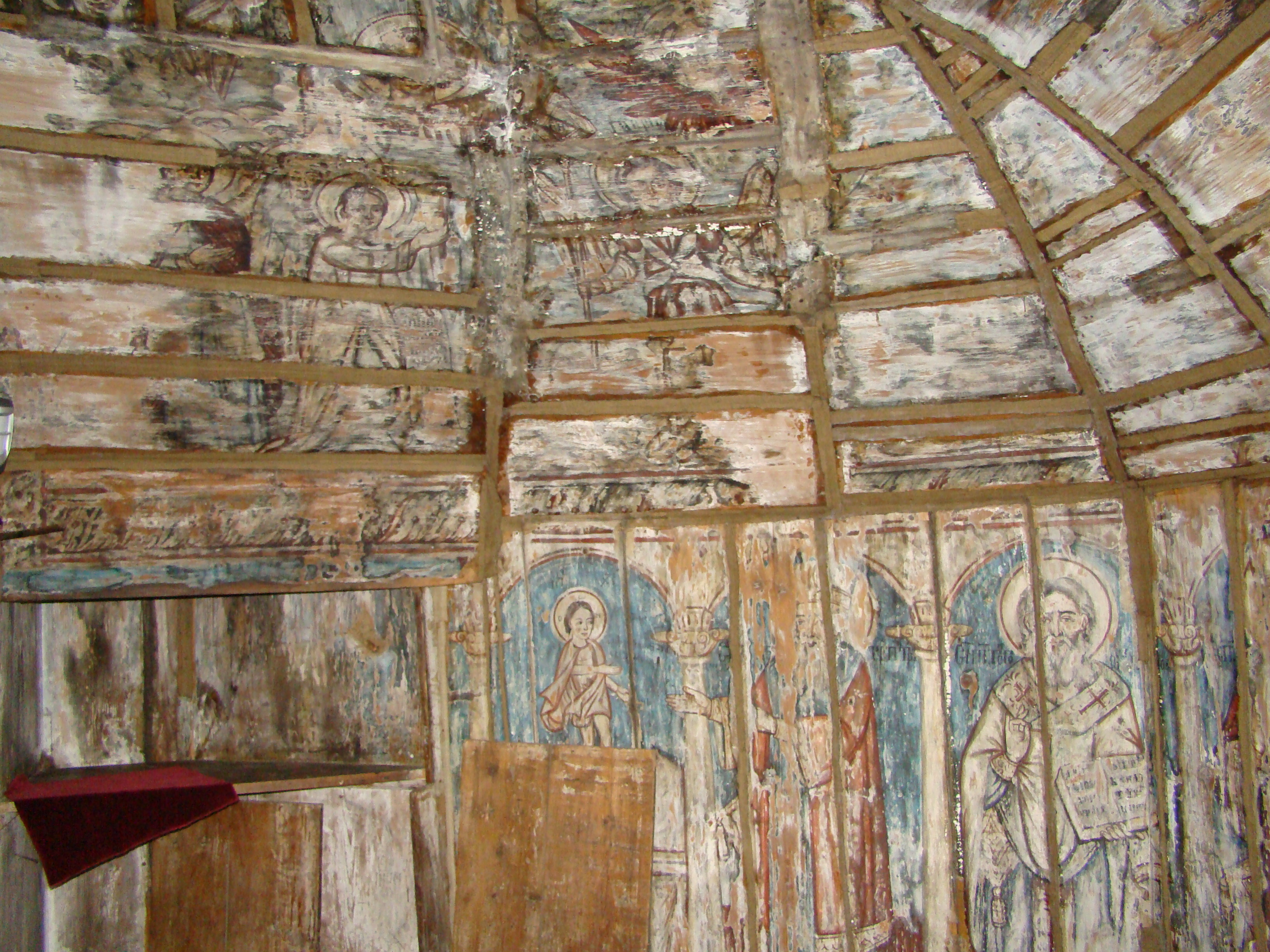
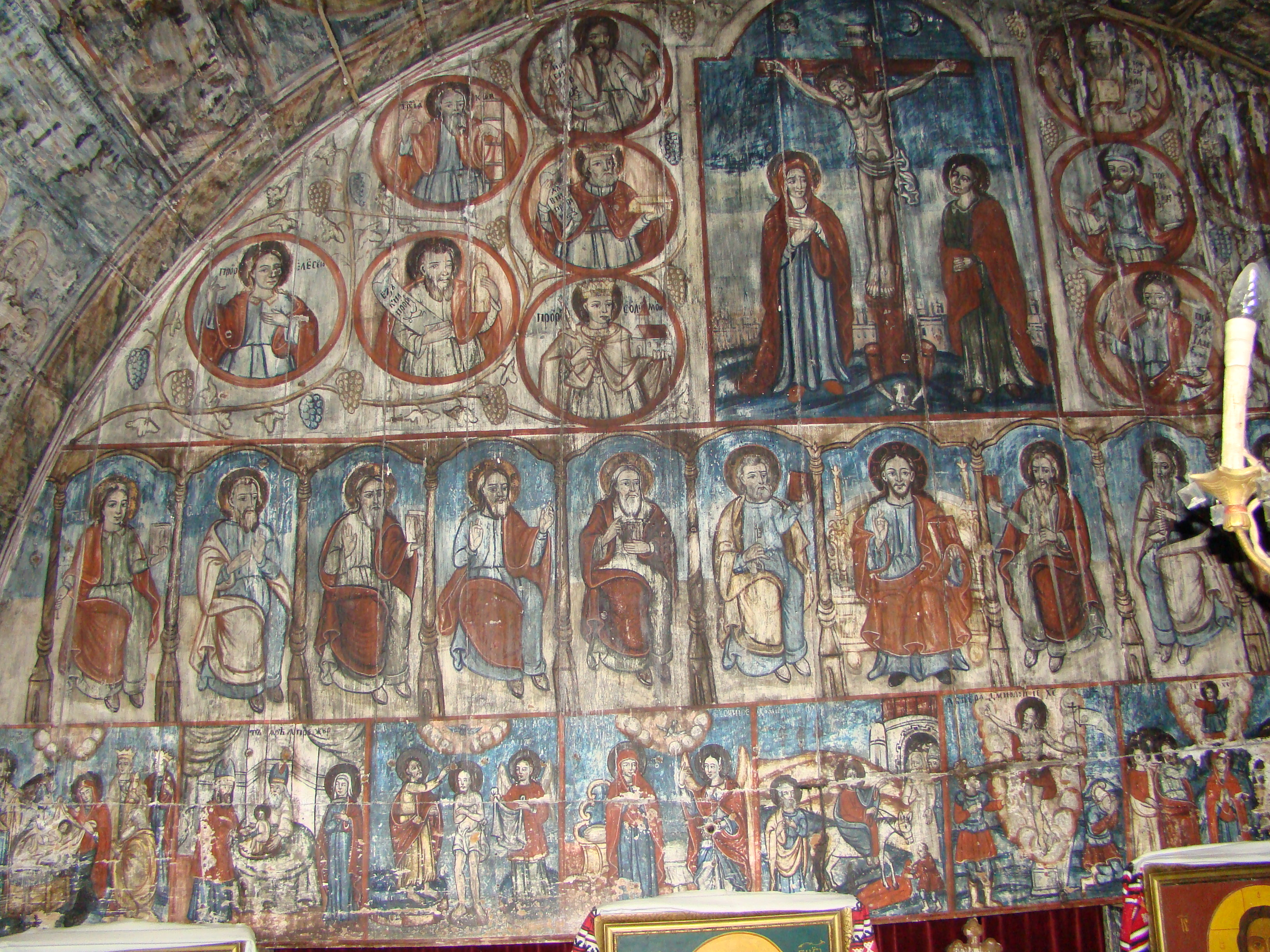
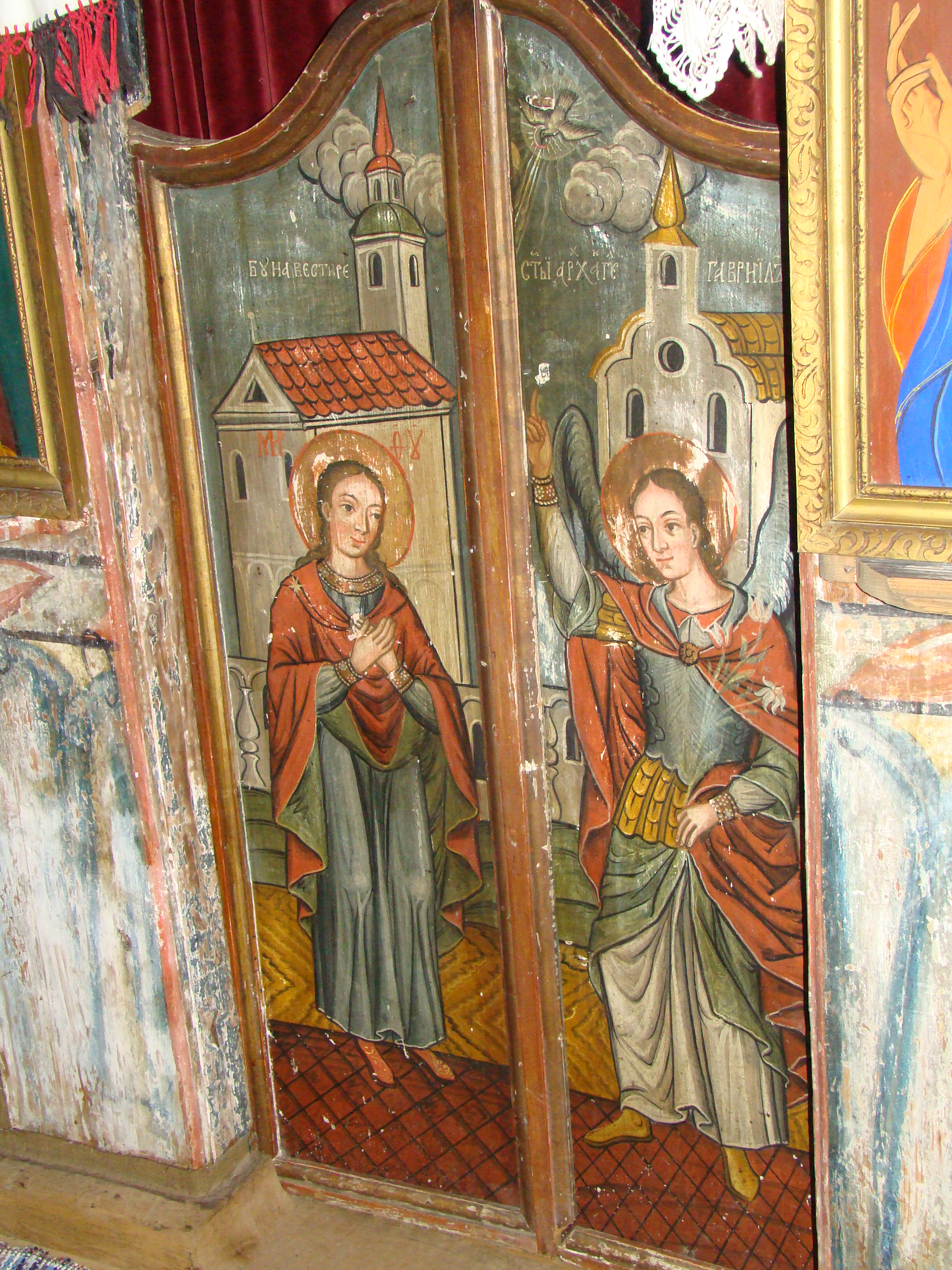
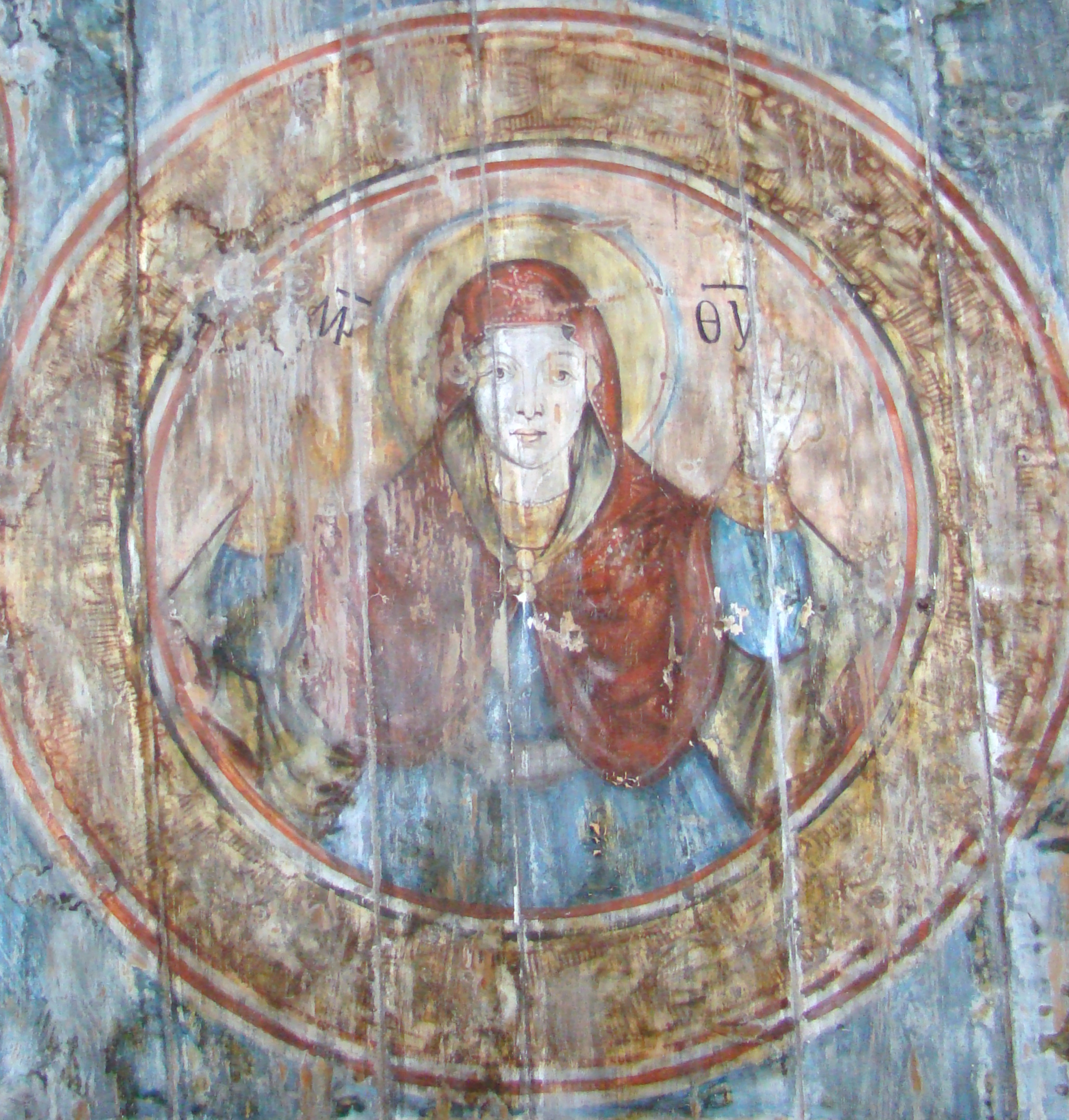
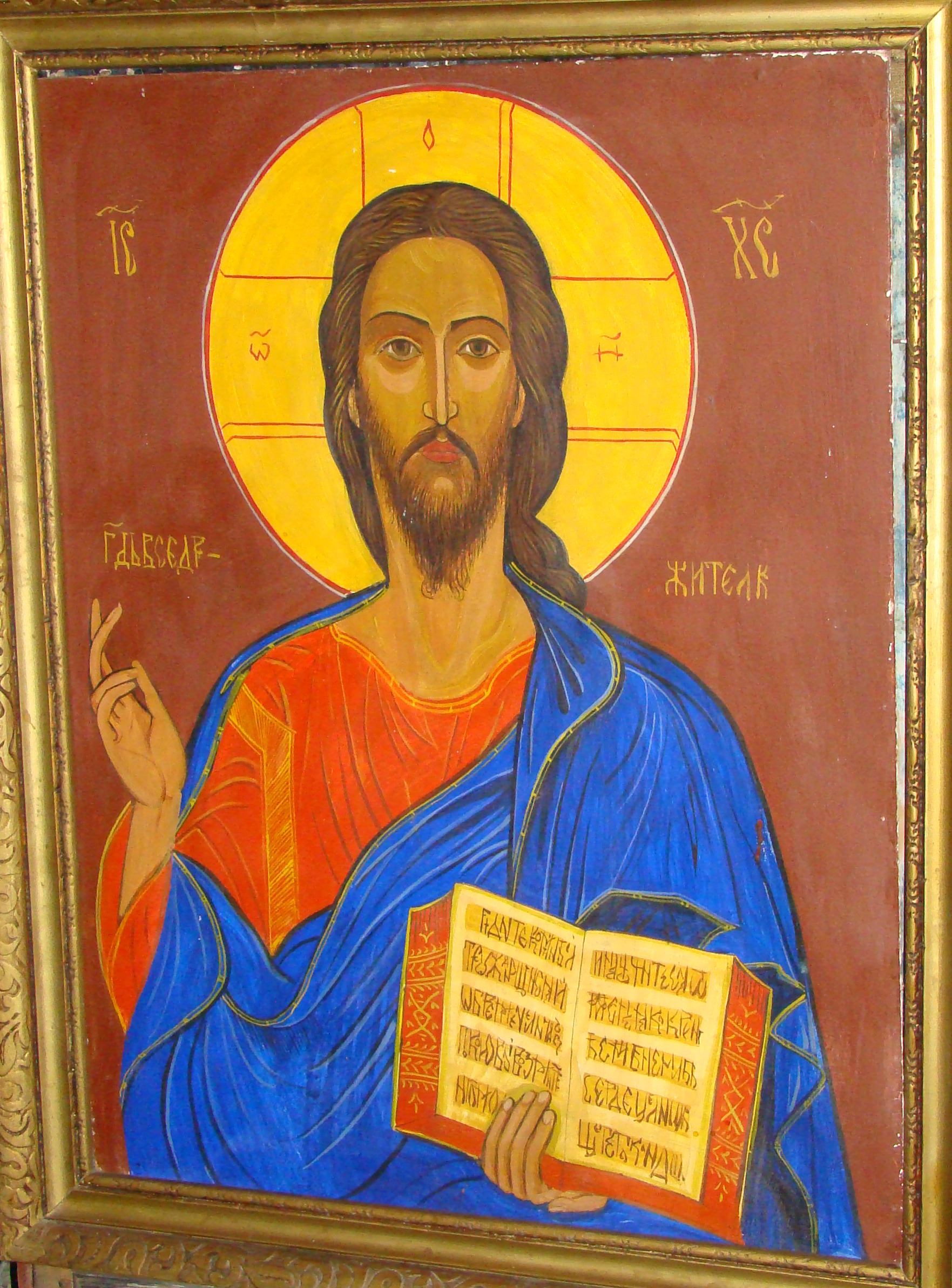
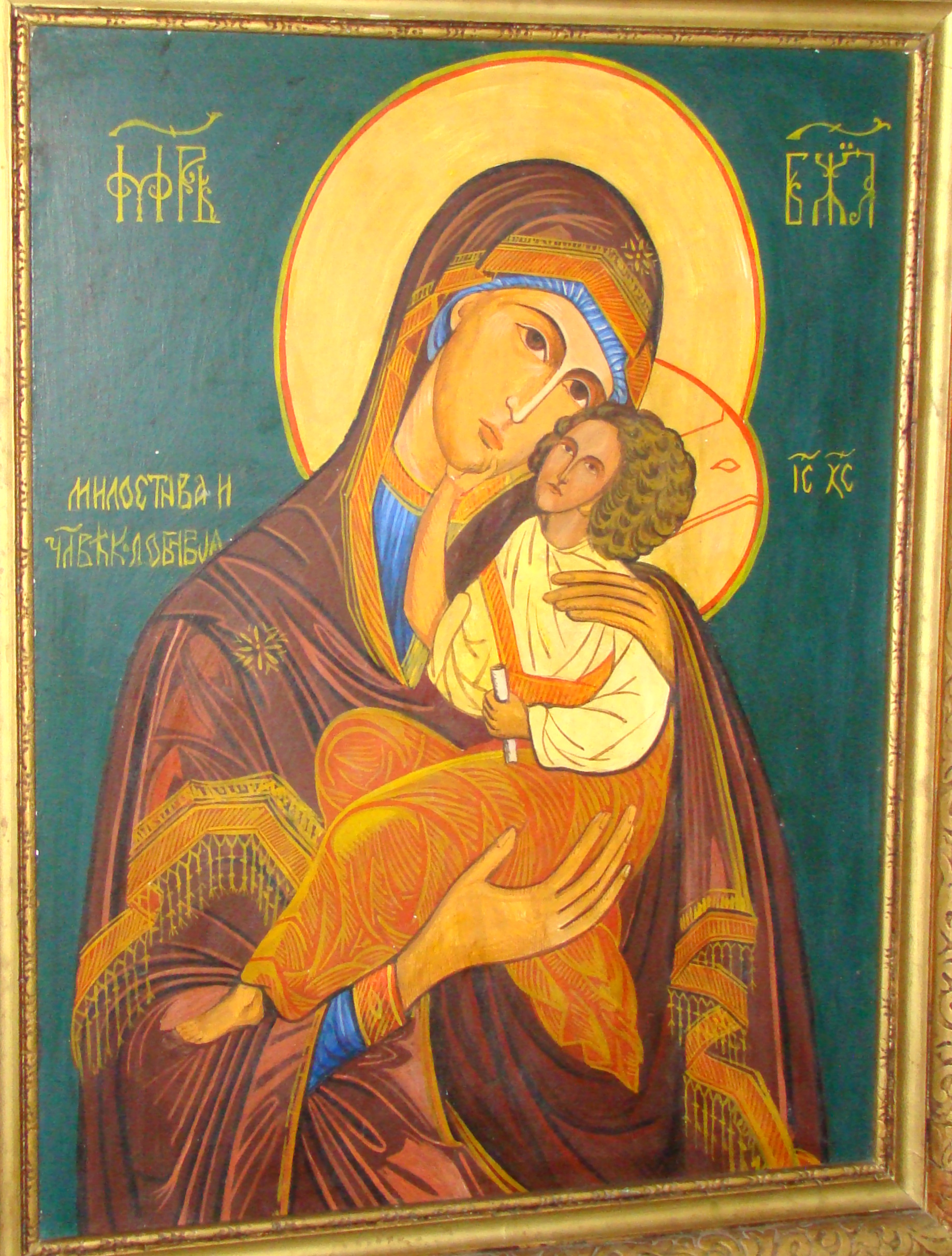
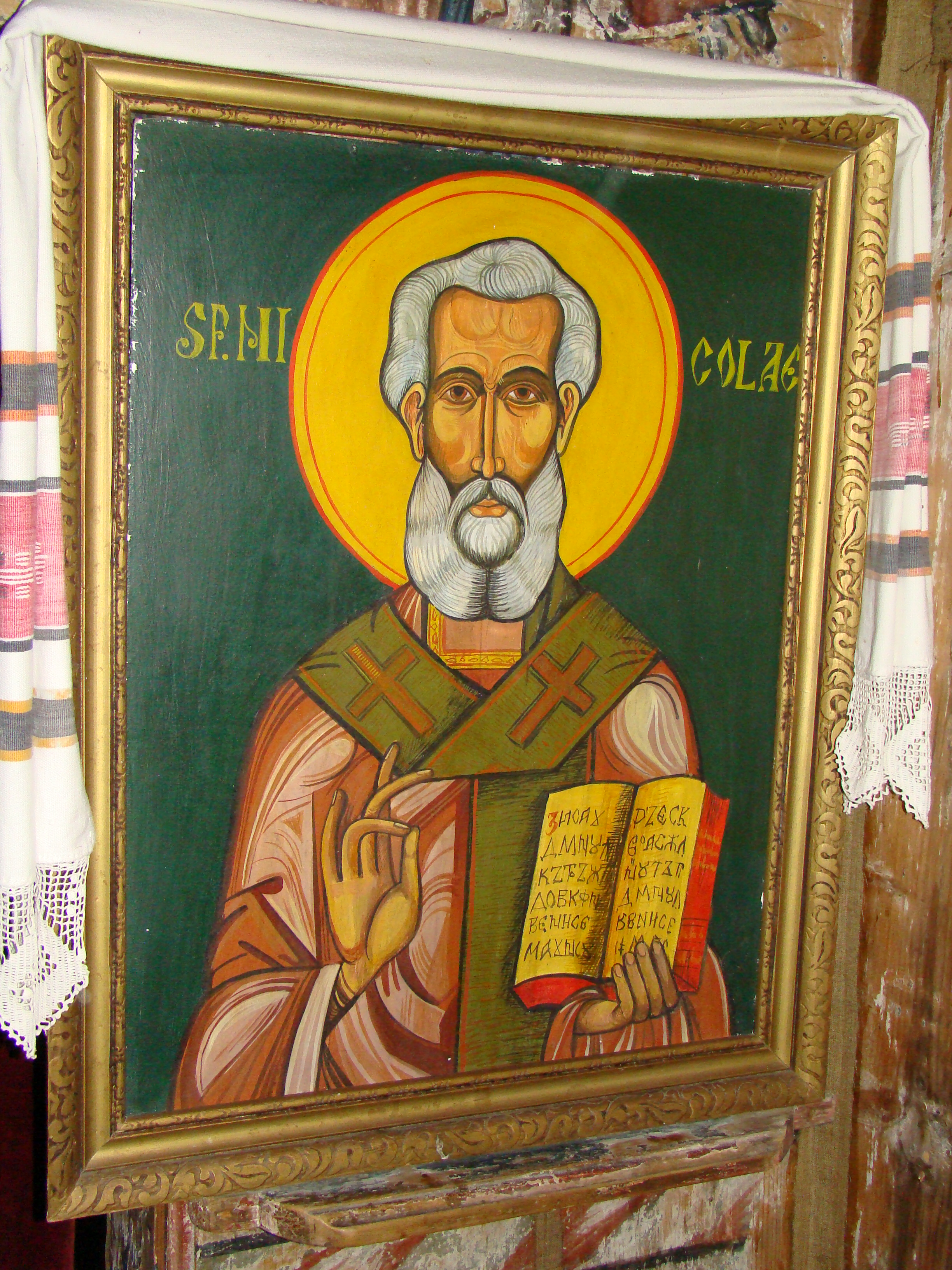

## Imagini din exterior

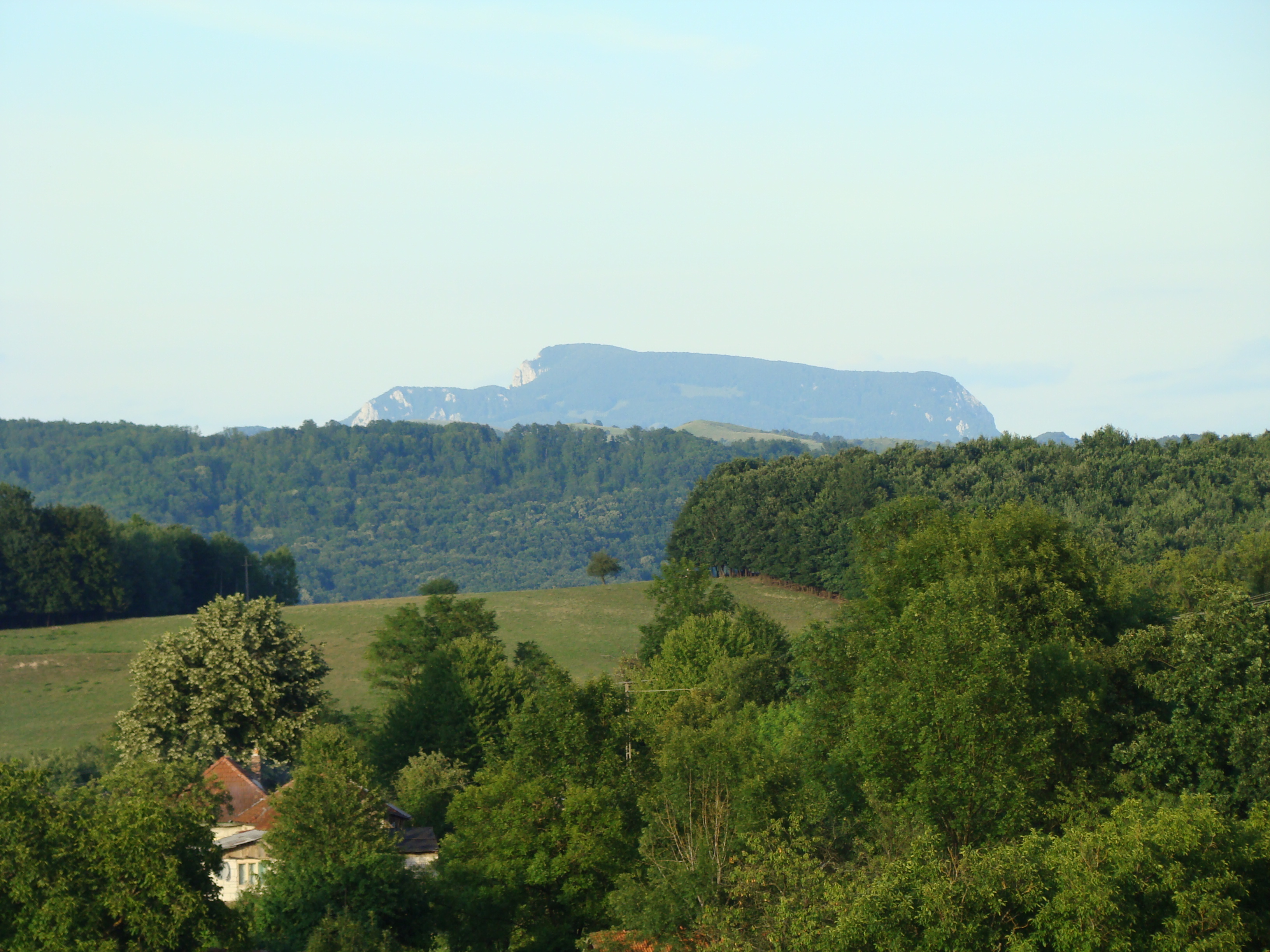
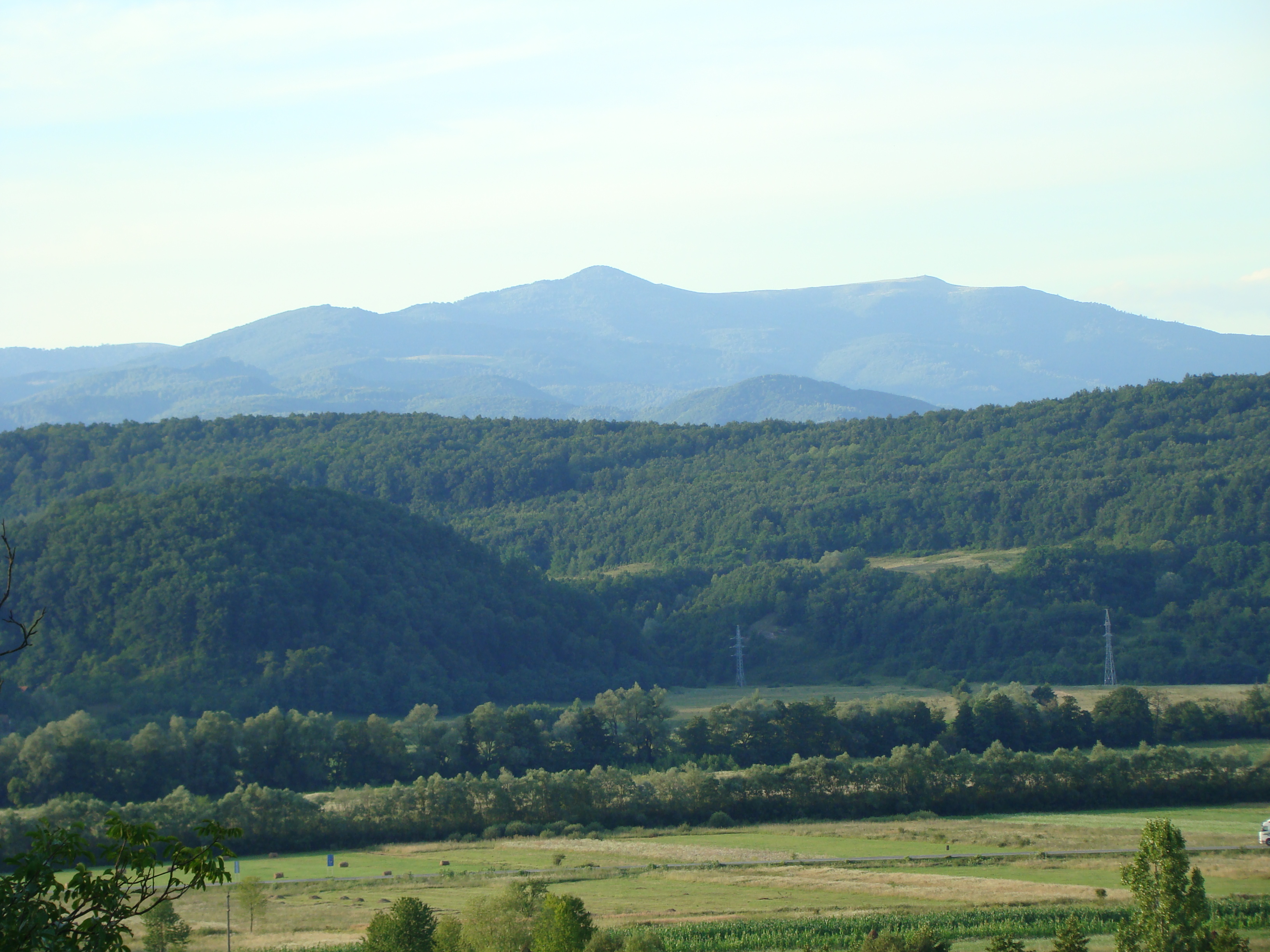
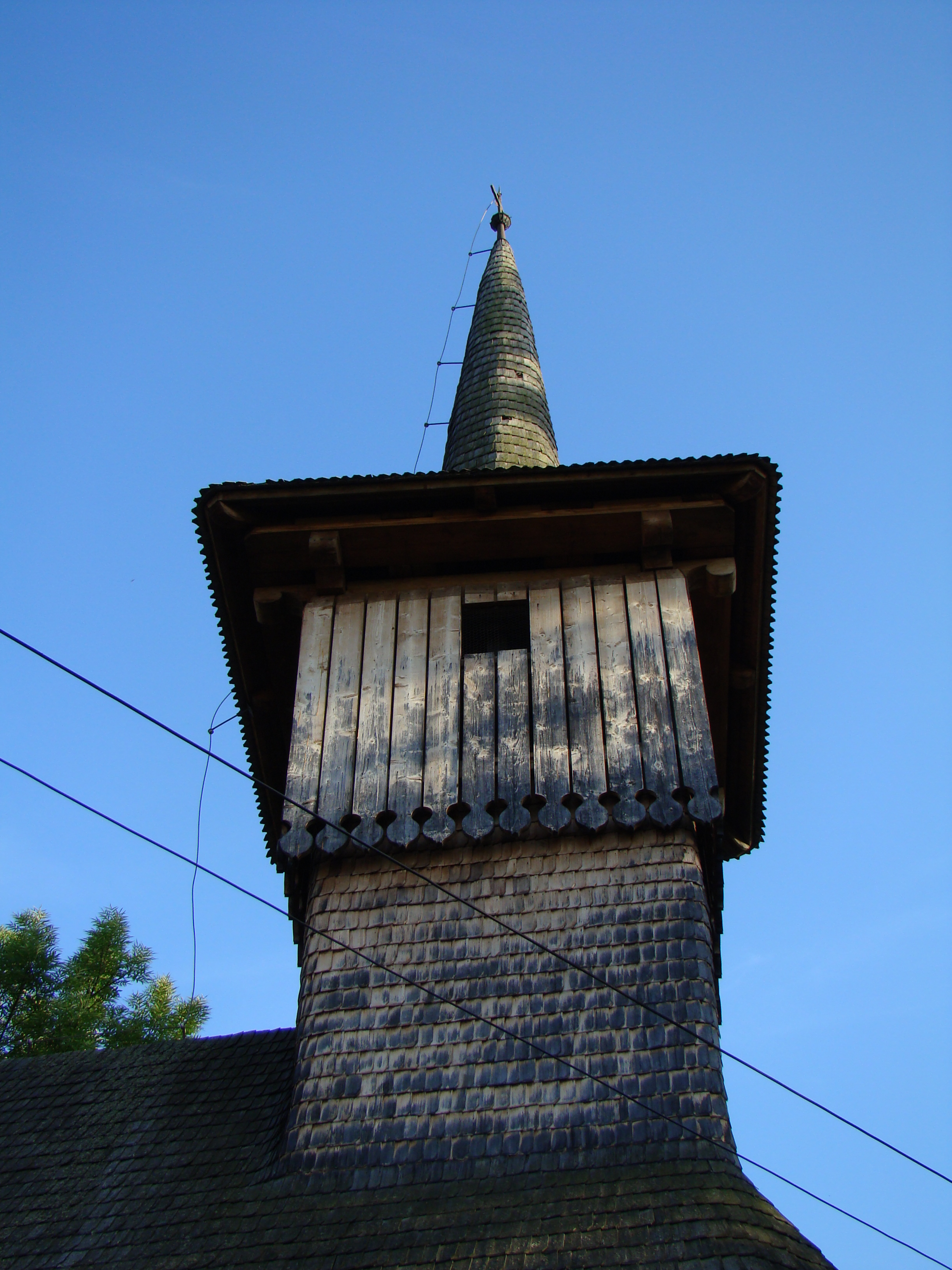
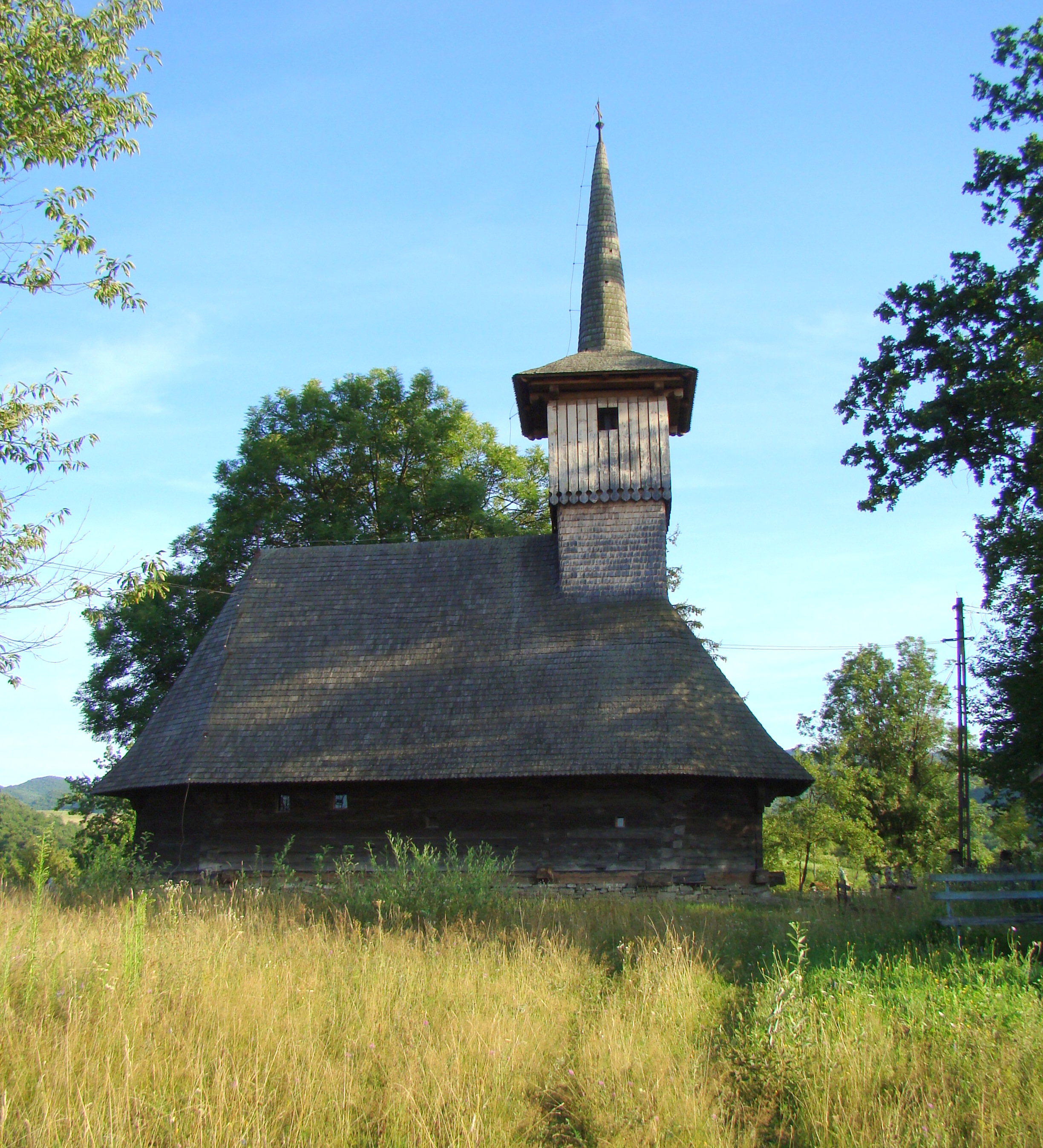
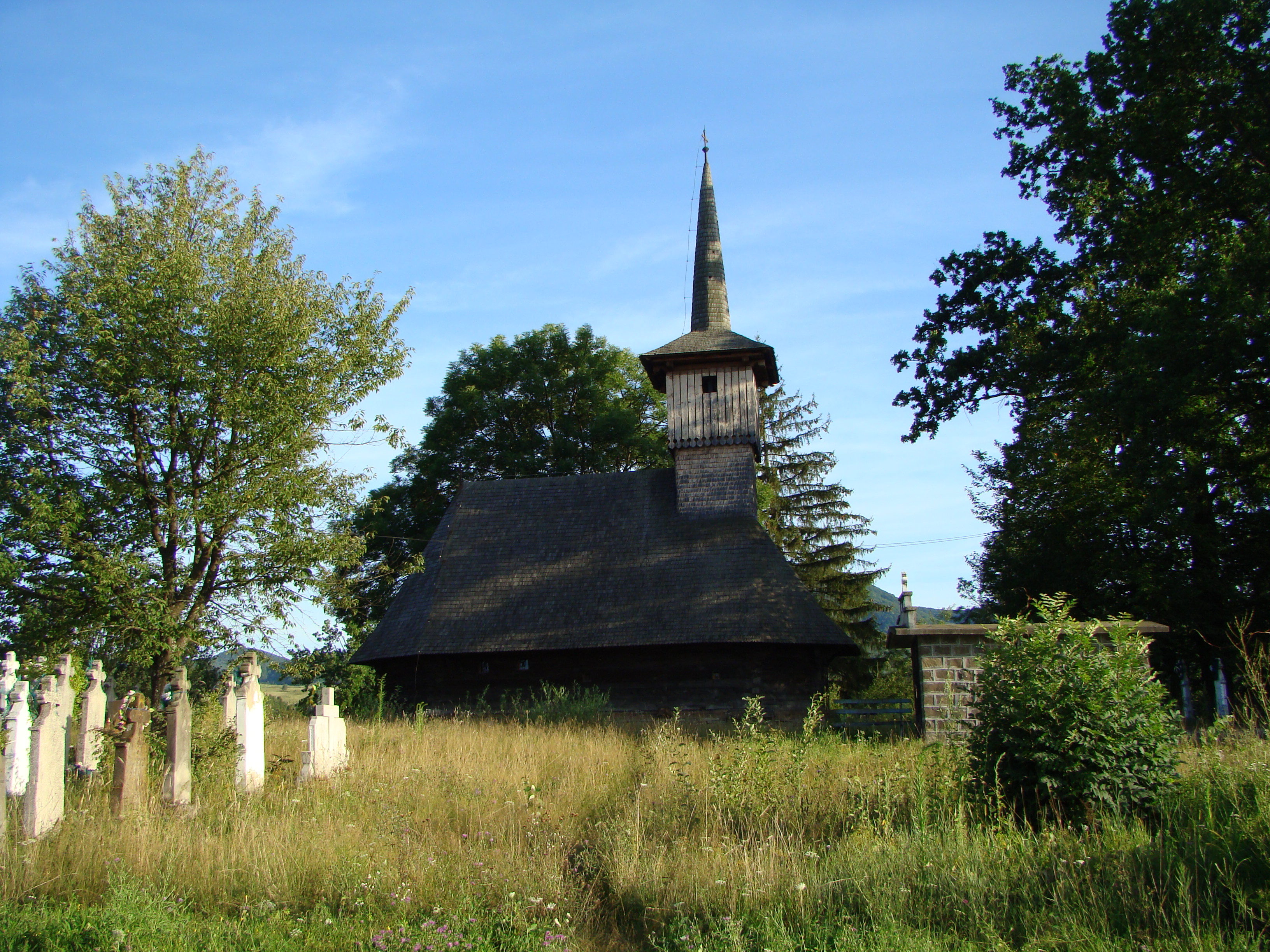
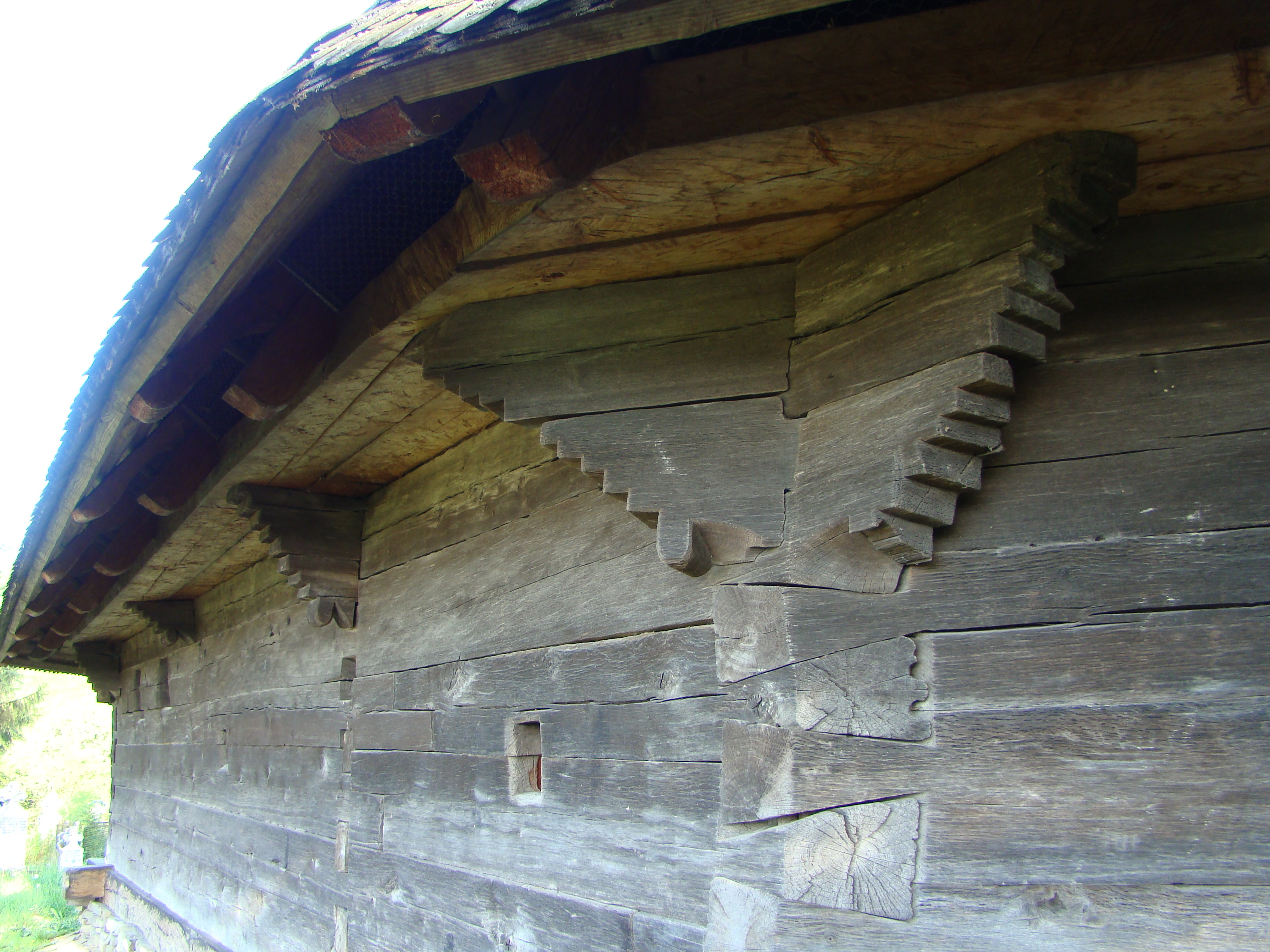
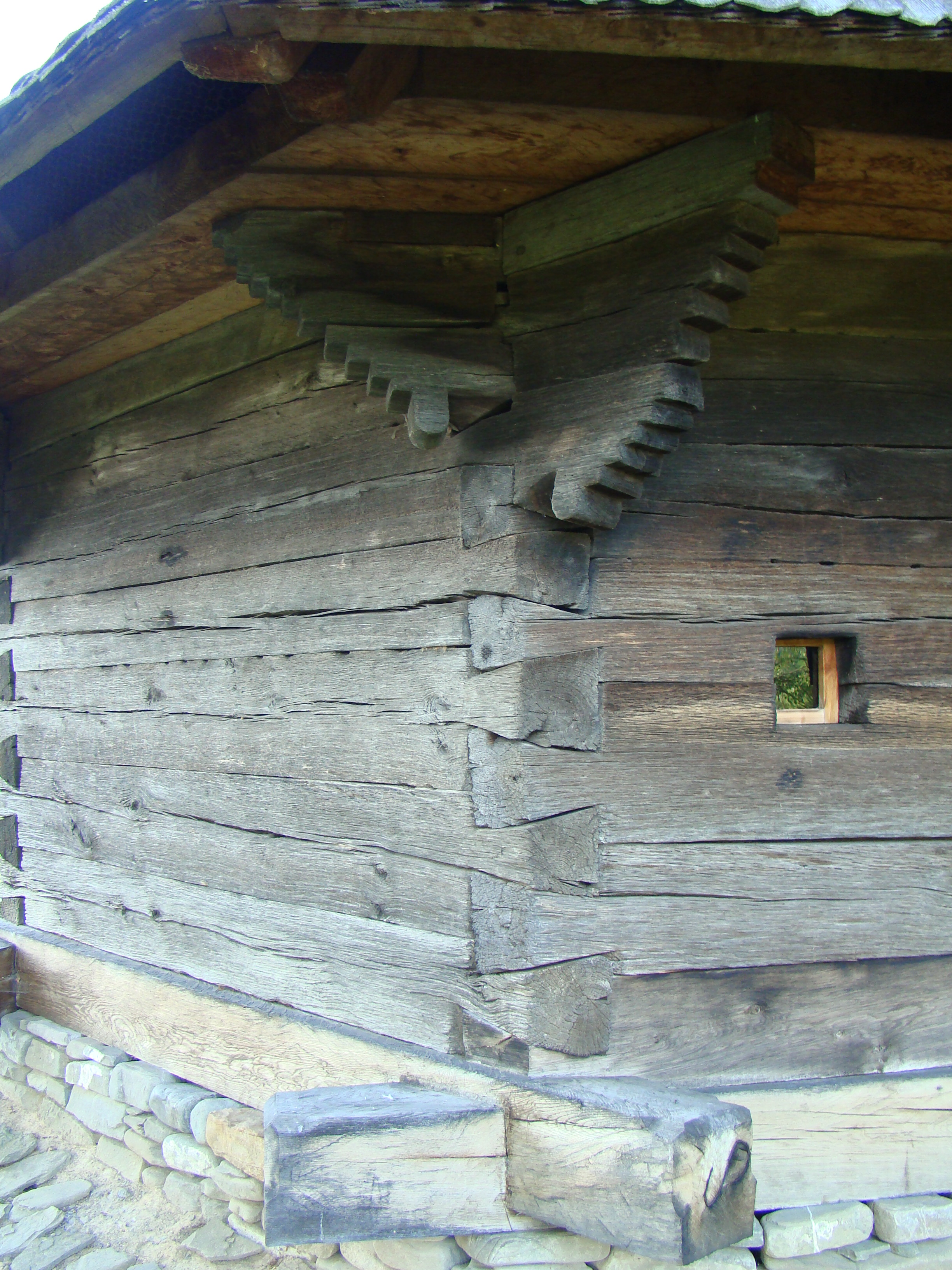
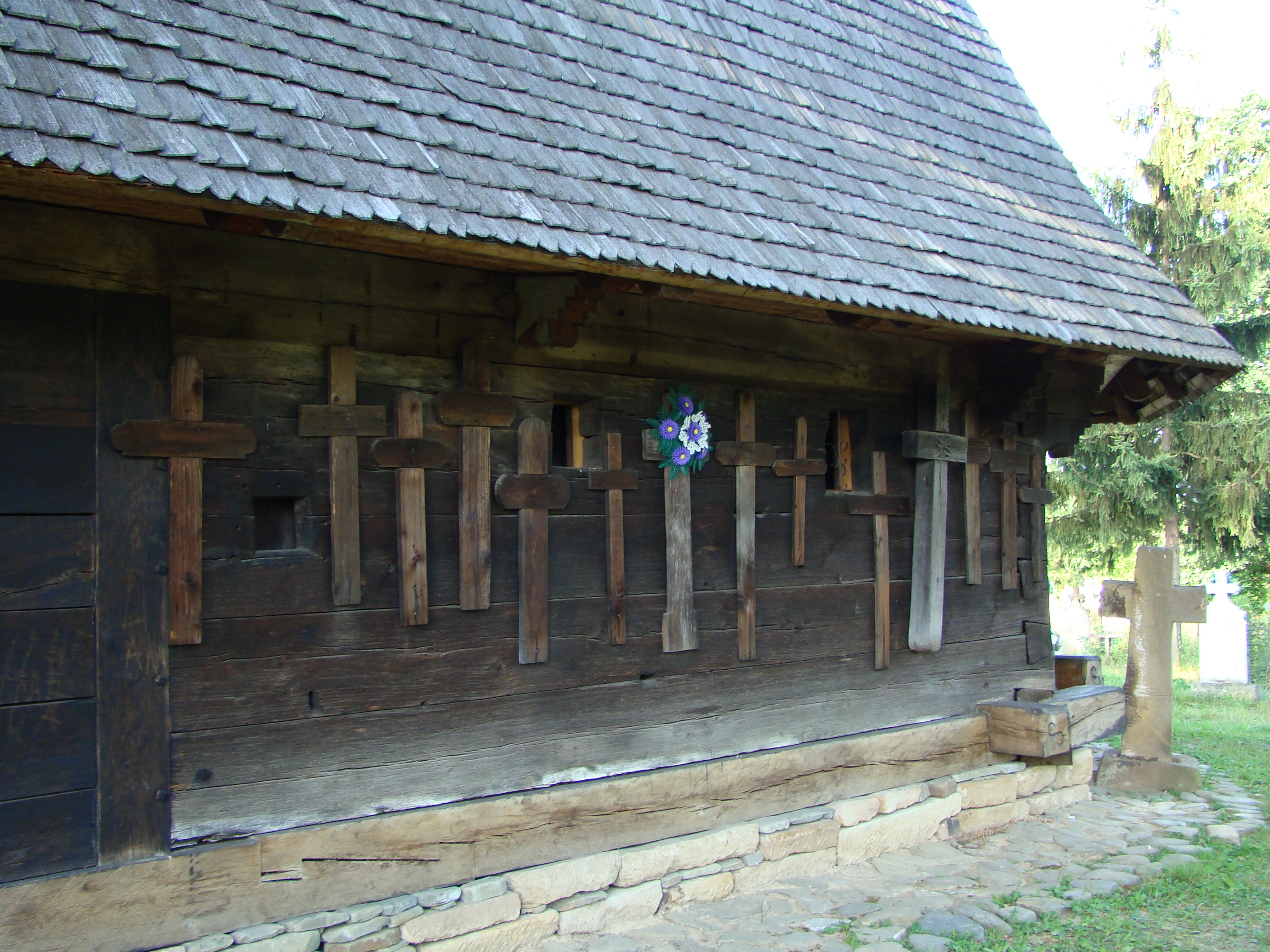
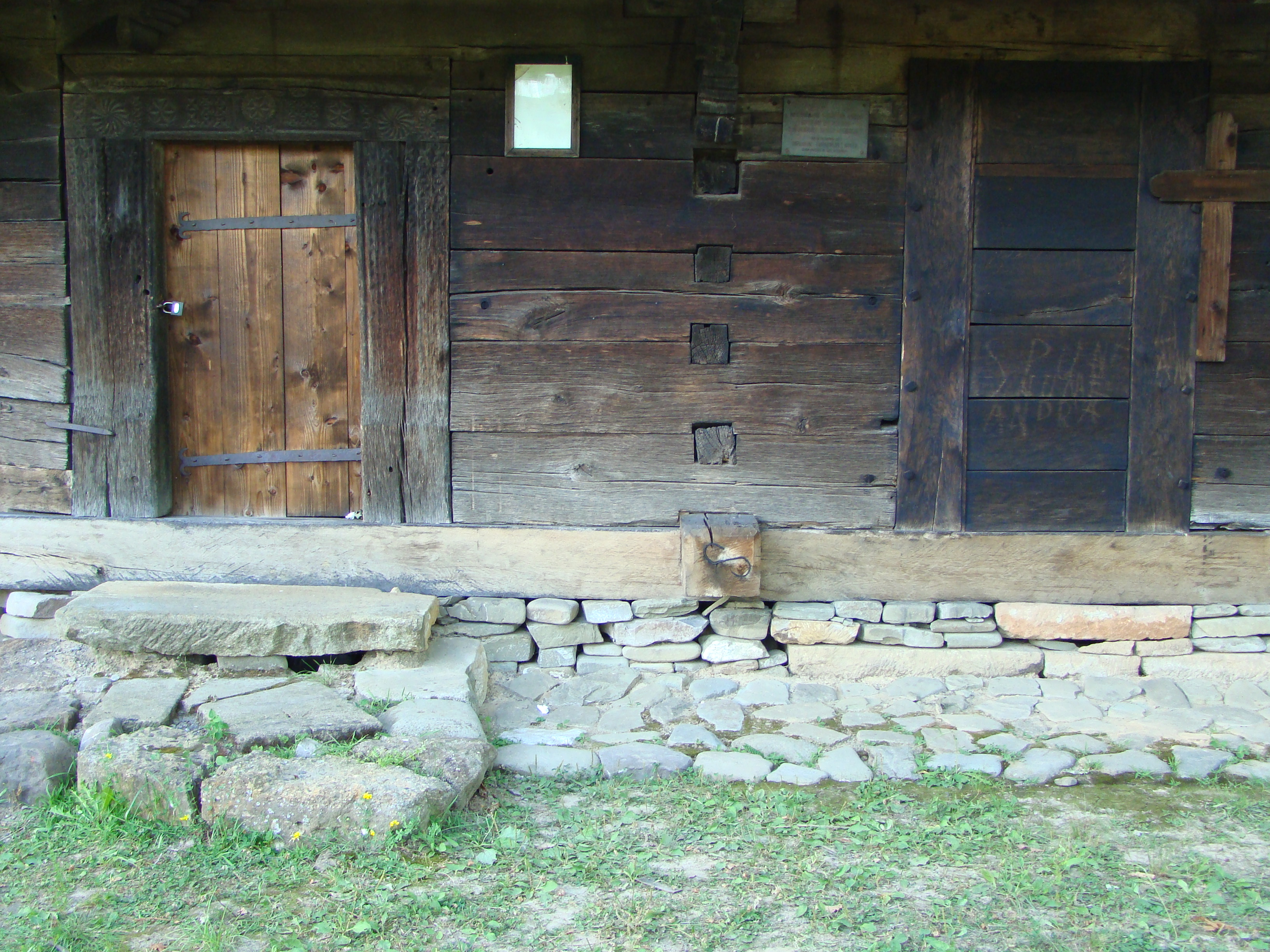
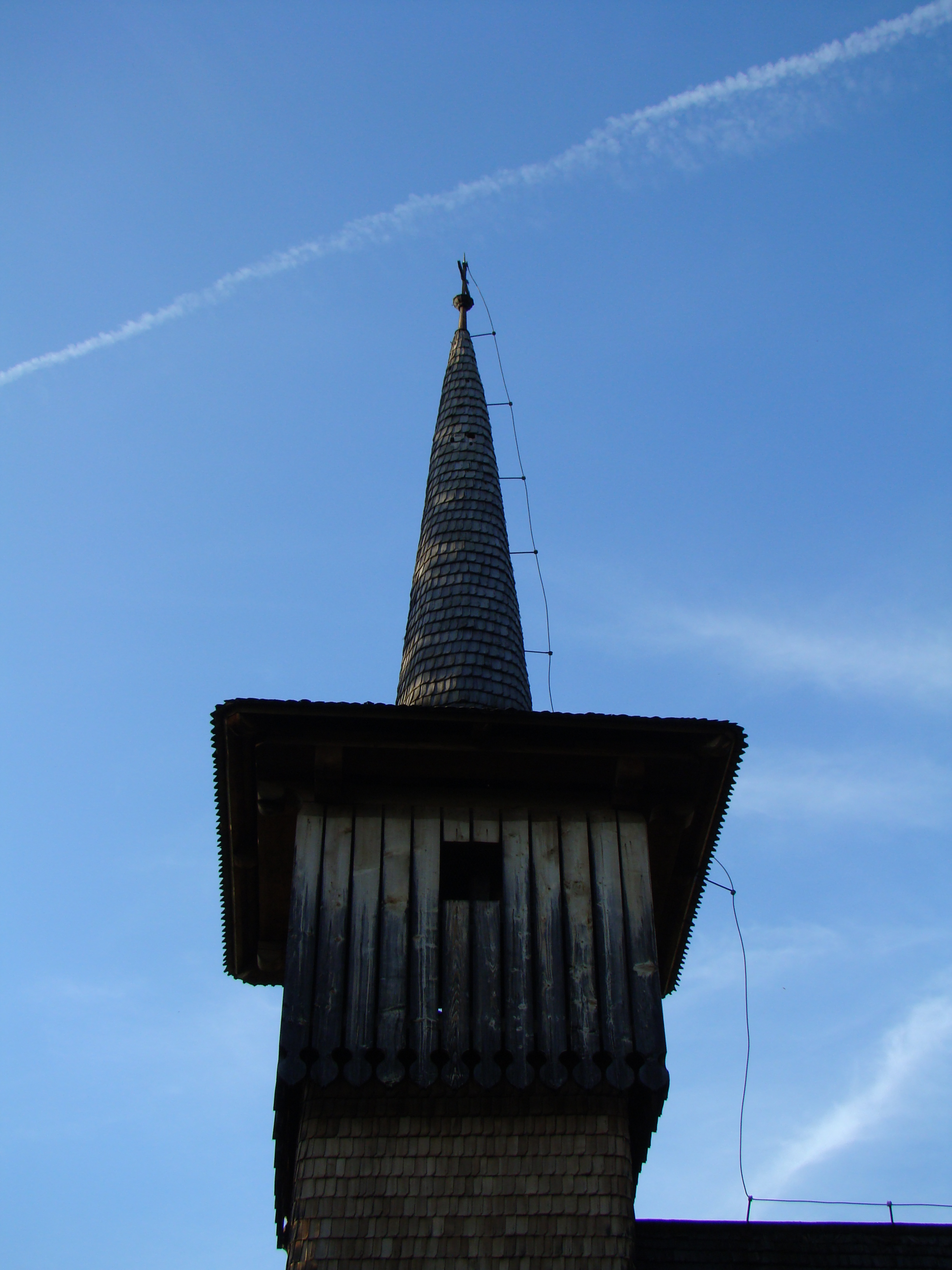
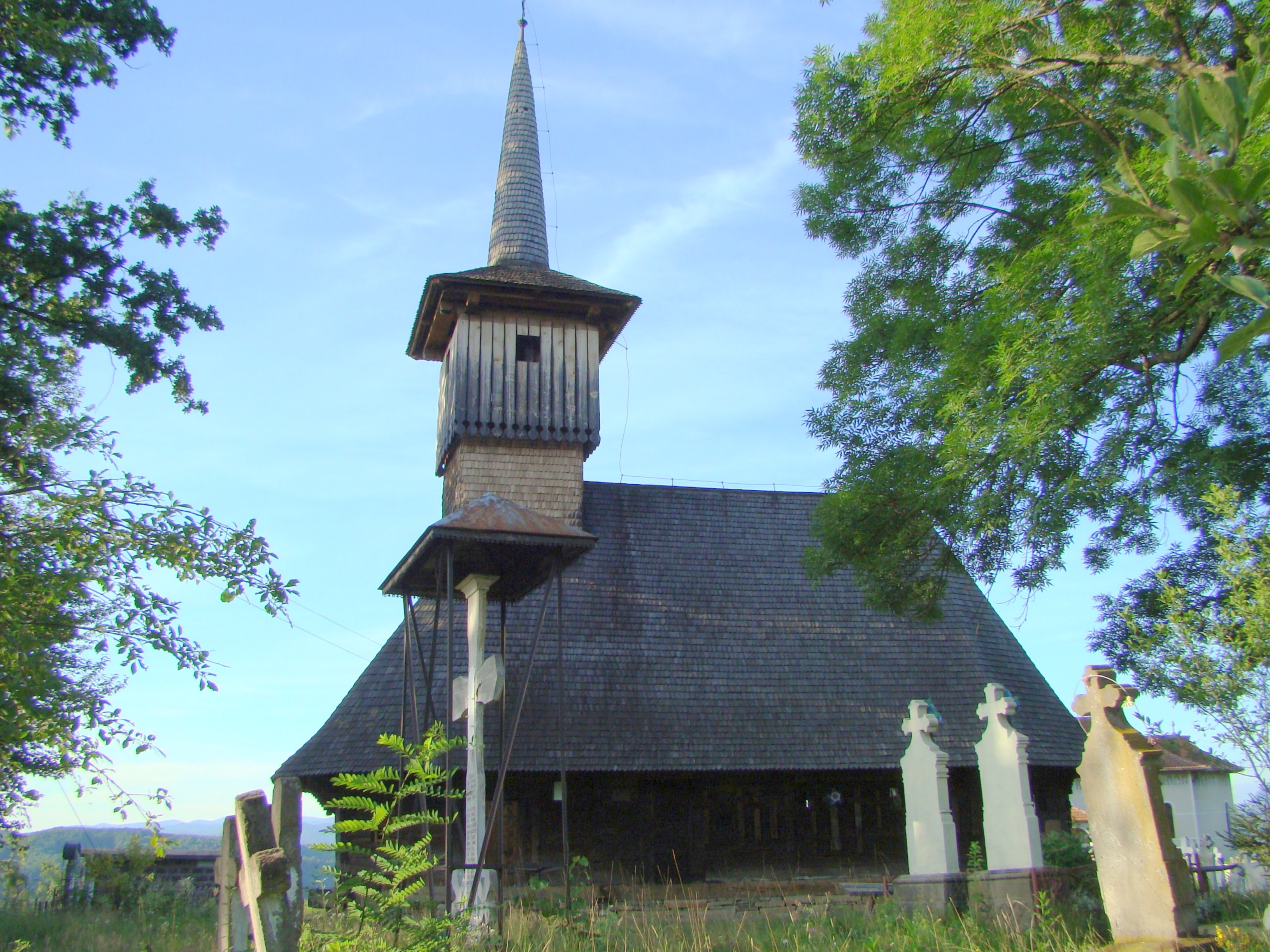
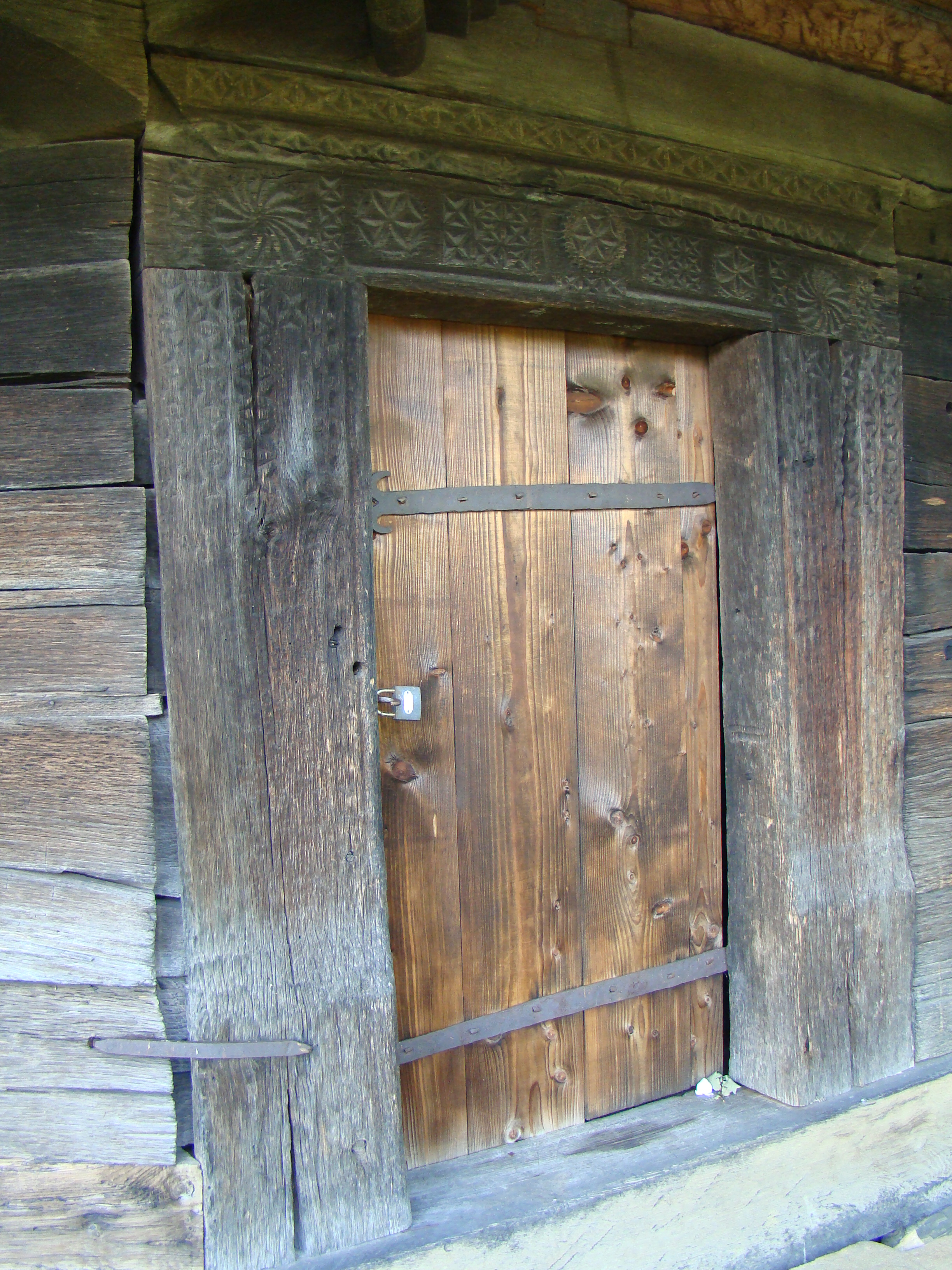
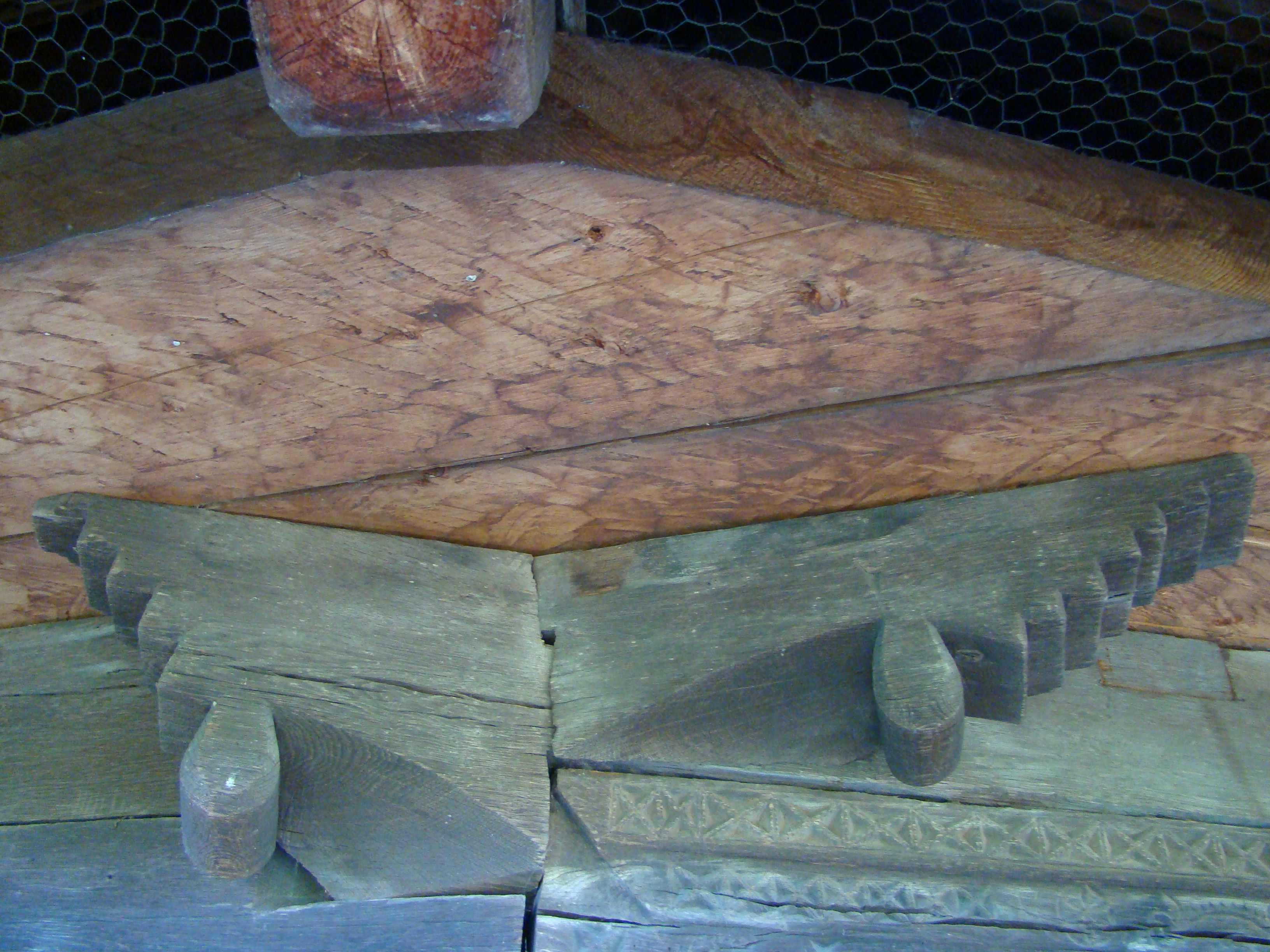
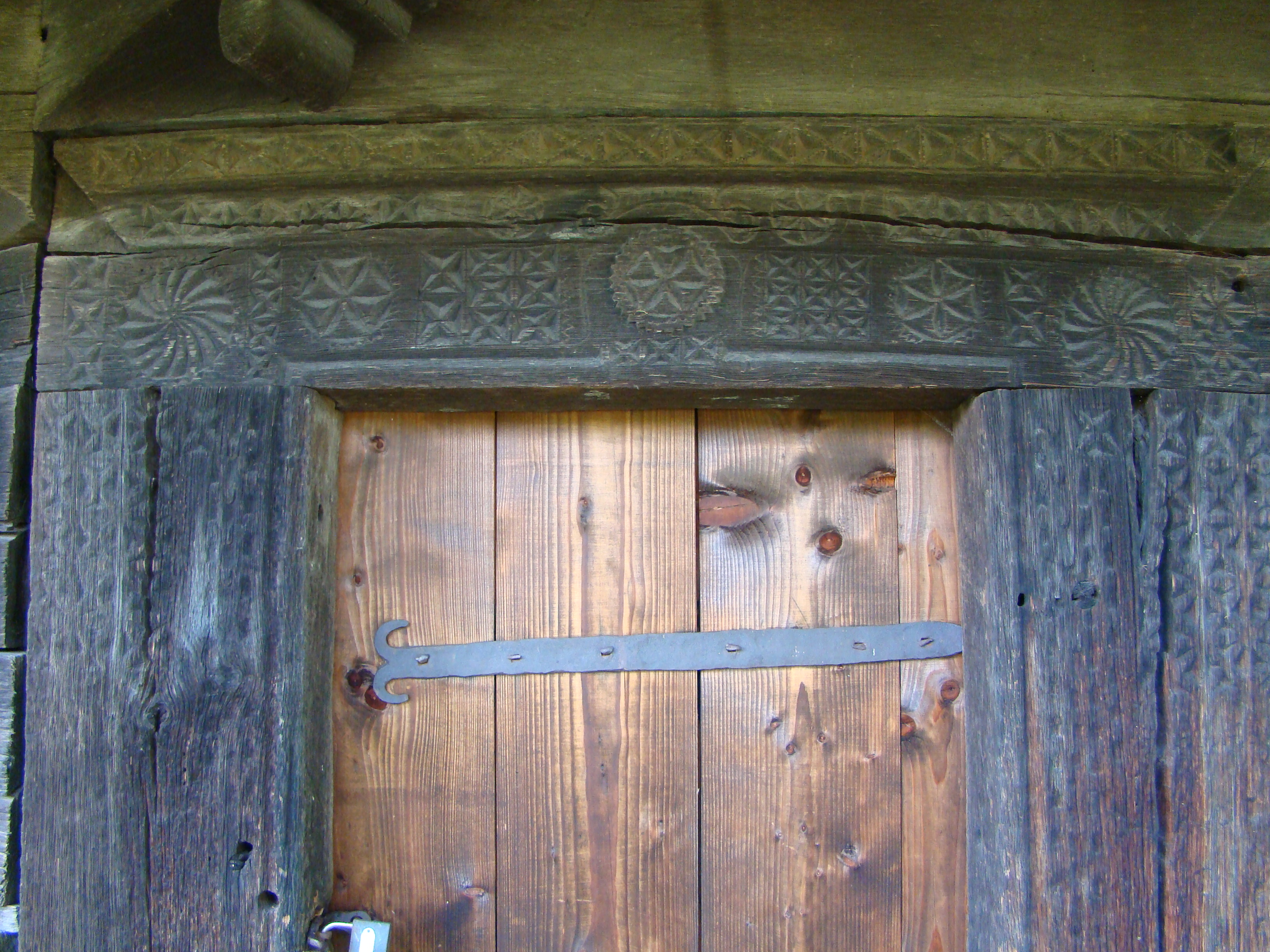
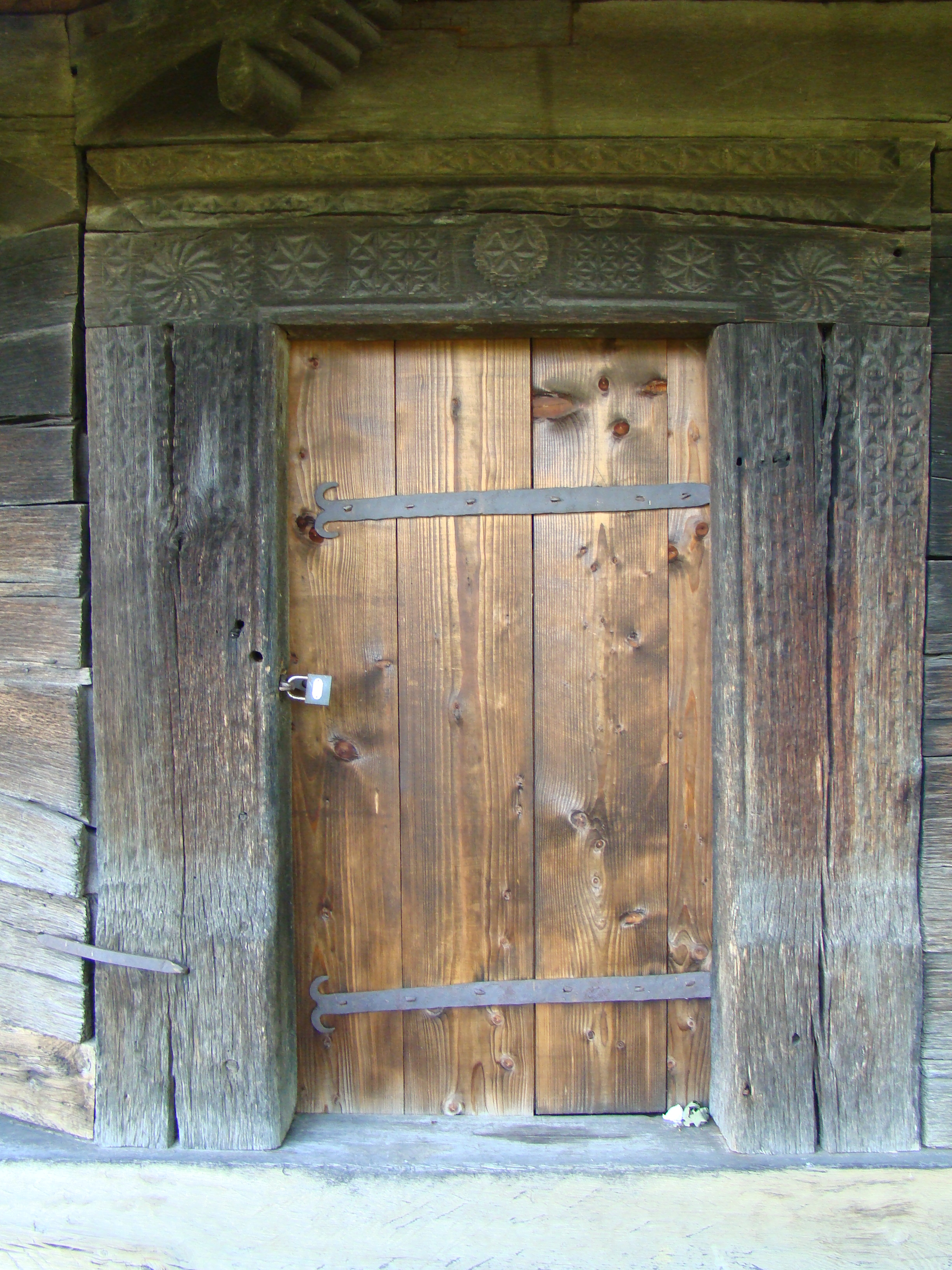
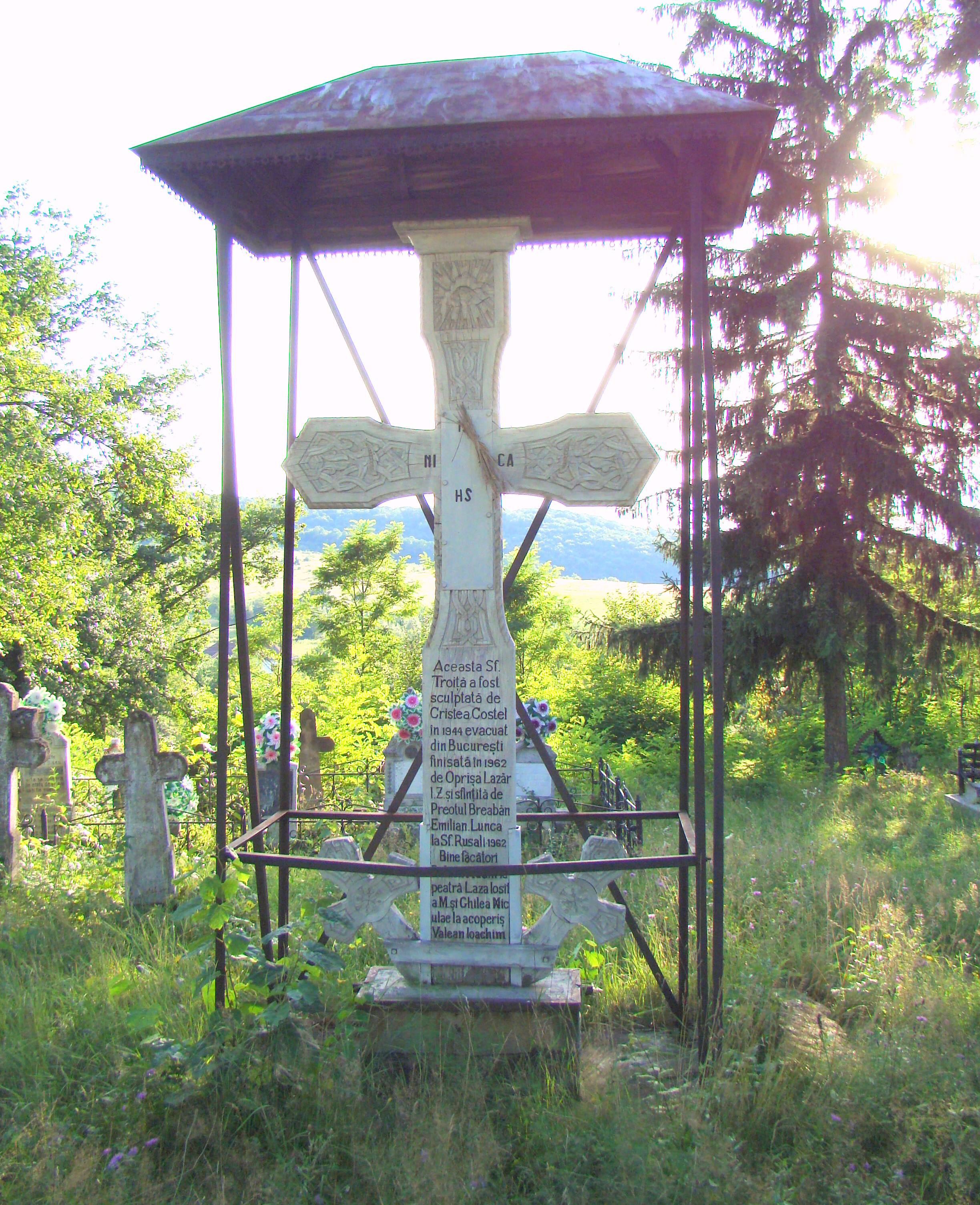
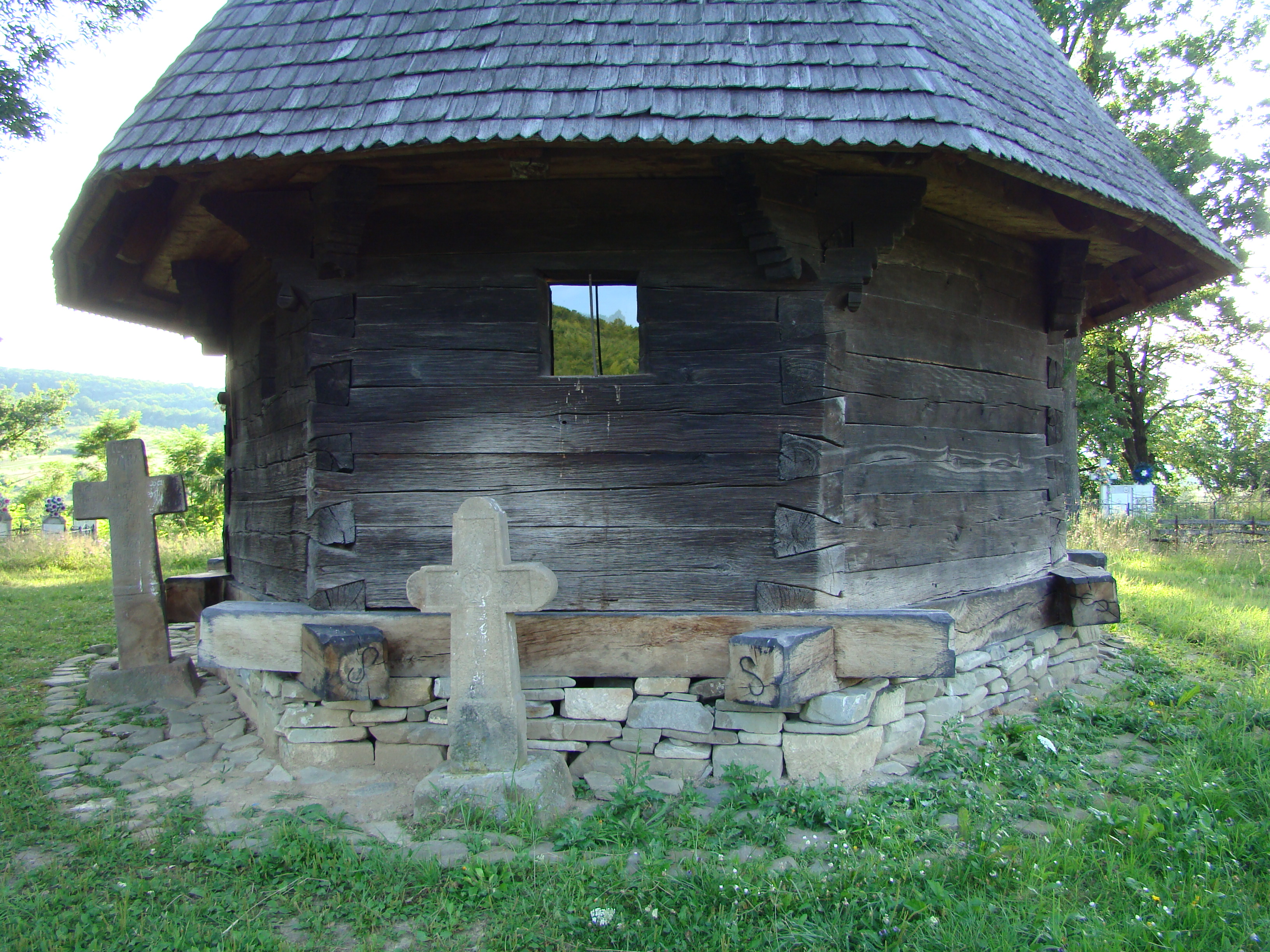
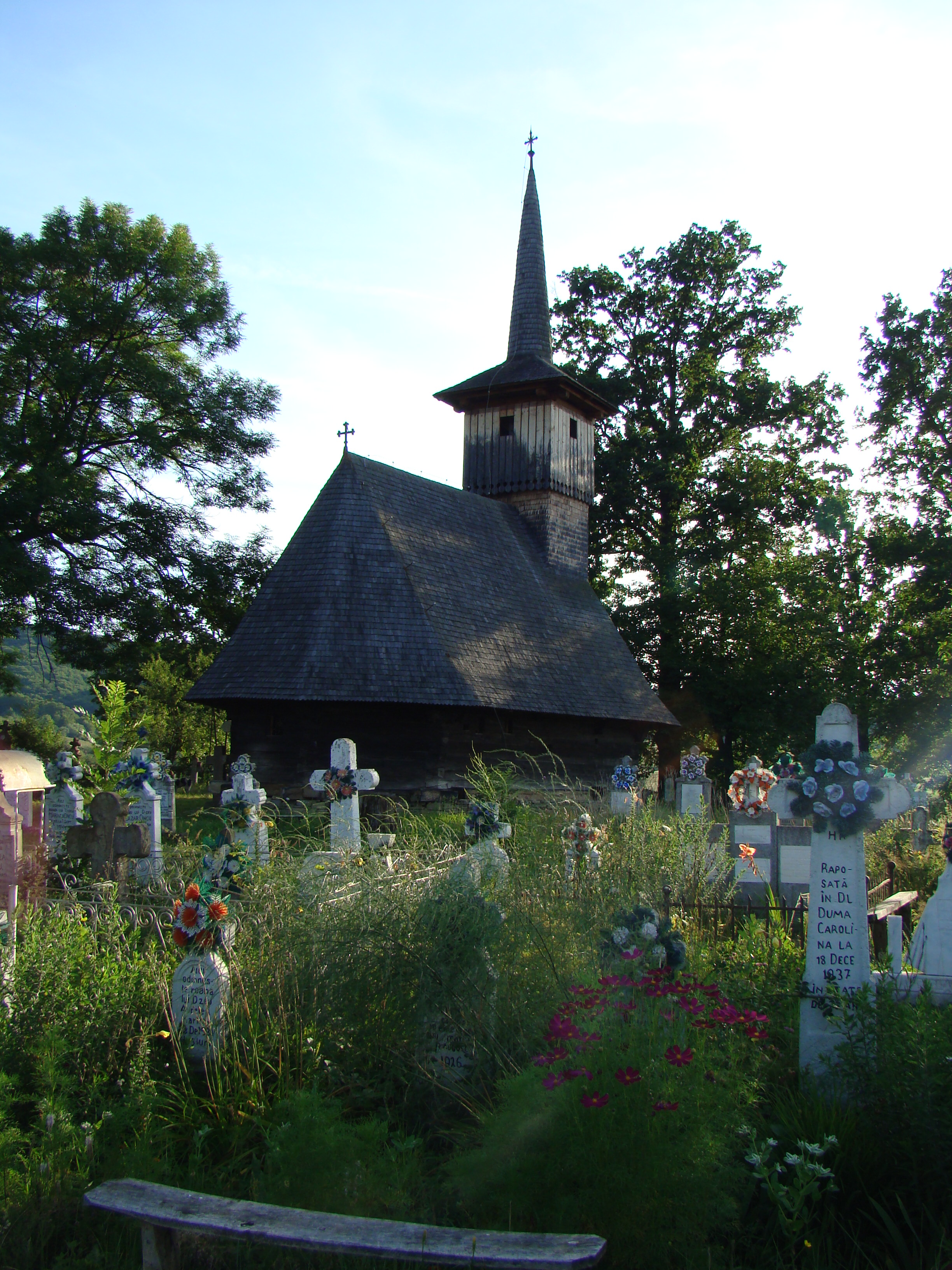
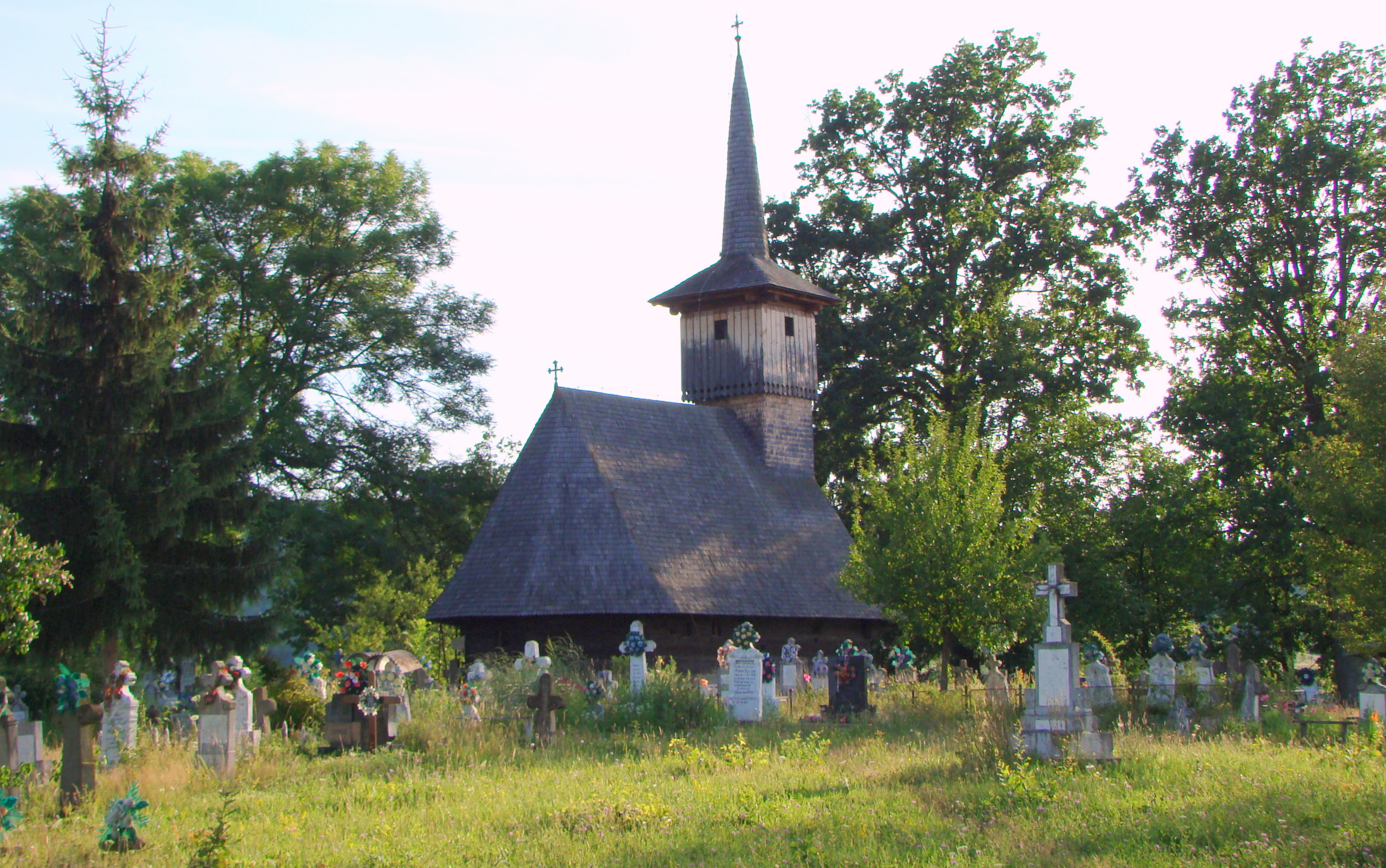
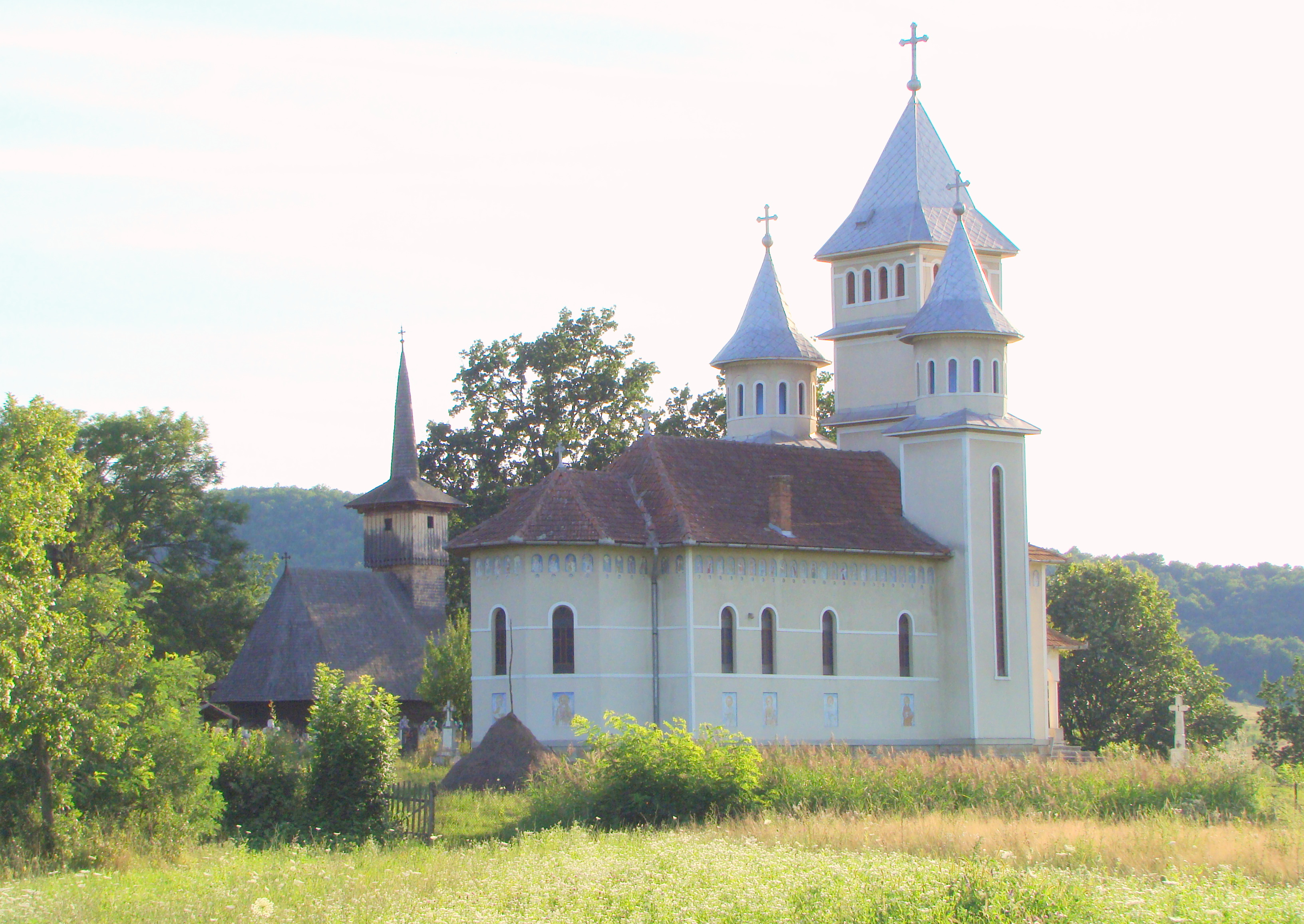
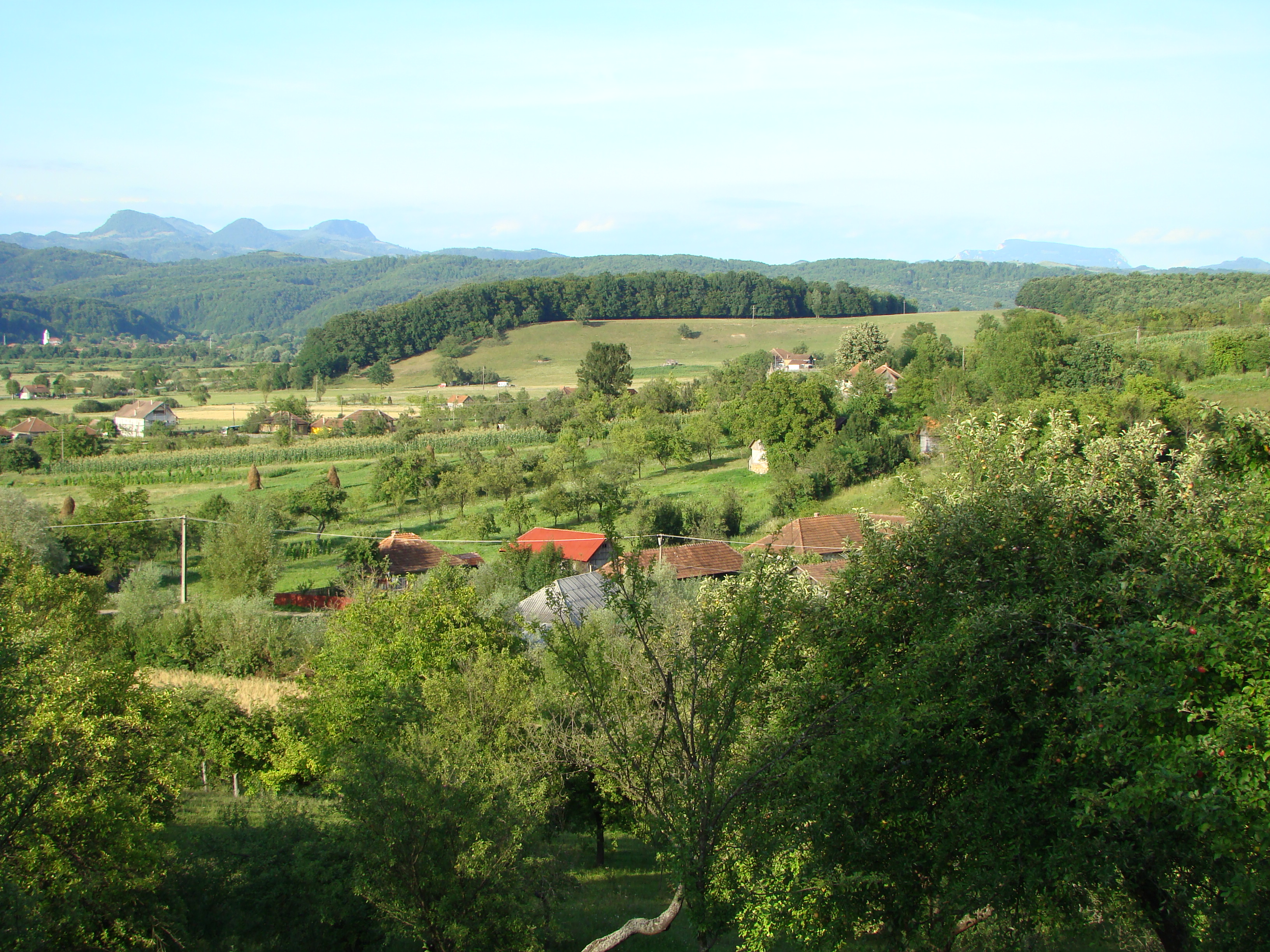